# La Vie sur le Mississippi
Vous lisez un « article de qualité » labellisé en 2016.
La Vie sur le Mississippi (Life on the Mississippi) est un récit de voyage semi-autobiographique de Mark Twain publié en 1883, présentant un condensé de son univers personnel et artistique par sa façon turbulente et humoristique d'appréhender et de rendre la réalité, par son penchant pour une structure débridée et sa conviction que rien ne remplace l'expérience dans l'échafaudage d'un livre. En effet, le récit prend pour sujet le grand Mississippi, dont les flots ont traversé les jeunes années de l'auteur, qui avait appris, en tant qu'apprenti puis pilote de steamer, à en connaître tous les courants avec lesquels il réussit à s'identifier comme s'il en était la divinité tutélaire.
La forme du roman exprime l'essence même de Mark Twain écrivain, livre de voyage surpassant les précédents, The Innocents Abroad (1869), À la dure (1872) (Roughing it), A Tramp Abroad (Vagabond à l'étranger) (1880), et son successeur Following the Equator (En suivant l'Équateur) (1897). En effet, retrouvailles avec les origines, il incarne le retour — et présente le récit de ce retour — au fleuve et aux expériences de jeunesse. Dans tous ses autres livres de voyage, Mark Twain soit s'était découvert comme voyageur (The Innocents Abroad), soit avait tenté de revivre des fragments de son jeune passé (À la dure), soit encore délibérément répété le schéma du « récit de voyage » (A Tramp Abroad).
En 1882, l'écrivain devenu célèbre retourne à ses origines avec pour ambition explicite d'écrire un nouveau livre sur le fleuve, révisant par la même occasion un texte similaire publié en 1876, la fusion de ces pages avec La Vie sur le Mississippi ne constituant d'aucune sorte deux livres juxtaposés mais fournissant à l'ensemble un apport supplémentaire.
L'aspect documentaire du récit n'est pas son but premier. Néanmoins, la comparaison entre le monde du fleuve tel qu'il était avant la guerre de Sécession et tel qu'il est devenu rend compte indirectement des mutations ayant profondément affecté le Sud américain.
Enfin, l'identification de l'auteur avec le fleuve, tout comme le style multiple, puissant et foisonnant qui les met ensemble en scène, construisent peu à peu le mythe partagé du Mississippi et de l'écrivain, Samuel Langhorne Clemens, devenu par un lent processus de sublimation de leur relation, Mark Twain.

## Genèse
Pendant presque cinq ans, Mark Twain avait travaillé à la barre d'un steamer sur le Mississippi, d'abord comme apprenti (cub) pour obtenir son permis de pilote. C'était un rêve qu'il réalisait et bien qu'après l'avoir quitté, il ne fût que très peu revenu au fleuve, son souvenir et son influence restèrent à jamais ancrés en lui. L'écrivain célèbre qu'il devint garda toute sa vie la fierté et la splendeur solitaires d'avoir atteint le sommet de sa profession : « le seul être vivant au monde qui soit sans entraves et entièrement libre », écrira-t-il,. Aussi, raconter une nouvelle fois cette vie trépidante et originale ne pouvait que le séduire et ses hésitations furent de courte durée lorsque la proposition lui en fut présentée.
Le livre s'est vu planifié pendant presque deux décennies : dès janvier 1866, en effet, Twain faisait savoir que sa vocation l'appelait vers la littérature et qu'il envisageait un ouvrage sur le Mississippi, et il ajoutait qu'il y avait de bonnes chances pour qu'il fût un vieil homme avant de l'avoir terminé (I may be an old man before I finish it). Cinq ans plus tard, il annonçait à son épouse Olivia qu'il lui fallait retrouver le fleuve pour prendre des notes : « Quand je me mettrai au livre sur le Mississippi, alors gare ! Je passerai deux mois sur le fleuve à prendre des notes, et je te parie que j'en tirerai quelque chose de bien »,.

### Les prémices:The Atlantic Monthly
Le 24 octobre 1874, il envoie deux lettres à William Dean Howells, rédacteur en chef de l'Atlantic Monthly qui lui a demandé de contribuer à son numéro de janvier.
Dans la première, il avoue son incapacité à écrire quoi que ce soit, sa tête, écrit-il, ne s'y retrouvant pas (my head won't go) ; mais deux heures plus tard, il reprend la plume pour raconter qu'après une promenade en forêt avec son voisin et ami le révérend Joseph Hopkins Twichell, l'un de ses futurs biographes, il avait évoqué « le bon vieux temps sur le Mississippi, les cinq journées de splendeur et de grandeur, c'est ainsi que je le voyais, passées dans la cabine du pilote, » ; sur quoi Twichell s'était écrié : « Quel sujet inédit à balancer dans une revue, ! ». La pensée de confier de telles pages à un magazine ne l'avait jamais effleuré : « Apprécierait-il (l'éditeur) une série courant sur disons trois, six ou neuf mois ? Ou alors quatre, ? ».
Cette lettre manifeste une spontanéité enthousiaste que suivit un ensemble de tableaux (sketches) suffisant pour sept numéros de l'Atlantic Monthly, mais la détermination de Mark Twain d'écrire un nouveau livre sur le Mississippi ne s'en trouva pas entamée. En janvier 1886, il faisait savoir à sa mère et à sa sœur qu'il envisageait de venir à Saint-Louis pour rédiger les cent dernières pages d'un ouvrage de trois-cents sur ce sujet.

### Les préparatifs
La décision effective d'écrire le livre est prise à la fin de l'année 1881 : le 28 décembre, Mark Twain demande à son éditeur James S. Osgood un sténographe pour l'accompagner lors de son excursion sur le fleuve au printemps suivant. Dès février, il remplit des carnets de notes en préparation du périple et de l'ouvrage en gestation ; il va chercher au fond de sa mémoire, non sans se plaindre de ses manques, souvenirs et anecdotes, noms de lieux et repères marins ; il se documente, mais les ouvrages consultés ne concernent pas uniquement le Mississippi, car il entend que leurs échappées, leurs détails apparemment superflus alimentent dans son livre les digressions, les solutions de continuité qu'il juge en accord avec son tempérament et propres à la dérive aventureuse caractéristique du voyage fluvial. Ainsi, les deux mois précédant son départ se focalisent sur son passé de pilote, sur le récit de Joseph G. Baldwin (1815-1864), Flush Times in Alabama and Mississippi, sur la liste des vapeurs naufragés, brûlés ou coulés, sur ses carnets de notes de plus en plus copieux.

### Le départ et le voyage
Le 10 avril 1882, le contrat est signé avec Osgood pour le livre sur le Mississippi, selon des termes dictés par Mark Twain lui-même qui s'octroie le copyright et la moitié des droits d'auteur, laissant à l'éditeur le soin de le représenter comme agent de souscription ; reste à recruter le sténographe, Roswell Phelps, déjà connu de Twain à Hartford où il avait enseigné, ce qui est fait le 12 avril, enfin s'approvisionner en whisky et tabac pour les longues heures passées à bord.

#### Calendrier du voyage
Le 18 avril 1882, Mark Twain, Osgood et Phelps quittent New York pour le Mississippi ; le lendemain, le groupe se trouve largement à l'ouest de Pittsburgh et arrive à Saint-Louis le 19 pour s'embarquer le lendemain sur le Gold Dust à destination de La Nouvelle-Orléans.

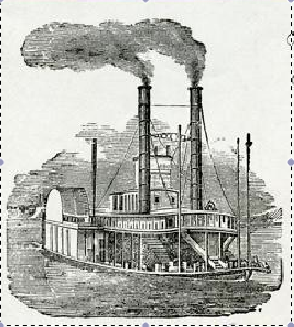
SS Gold Dust.
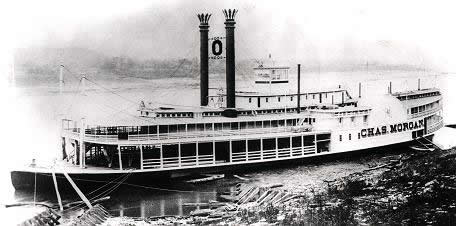
SS Chasmorgan.
SS City of Baton Rouge.
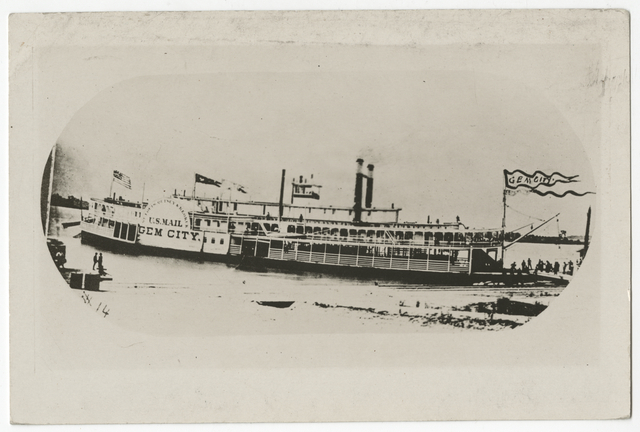
SS Gem City.

Direction sud : vers l'aval
- 20 avril - départ Saint-Louis, MO sur le SS Gold Dust
- 21 avril - pause à Menard, IL
- 21 avril - arrêt à Cairo, IL
- 23 avril - visite de Memphis, TN
- 24 avril - longe Napoleon, AR
- 26 avril - visite de Vicksburg, MS, embarquement sur le SS Charles Morgan
- 27 avril - arrêt à Bâton-Rouge, LA
- 28 avril - arrivée à La Nouvelle-Orléans, LA Abords de La Nouvelle-Orléans.

Direction nord : vers l'amont

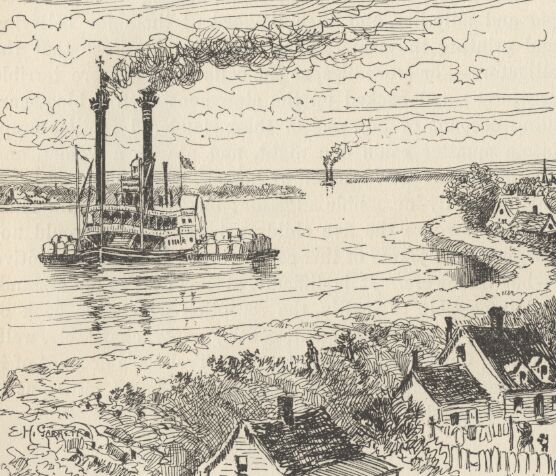
Abords de La Nouvelle-Orléans.

- 6 mai - départ de La Nouvelle-Orléans, LA, à bord du SS City of Baton Rouge
- 7 mai - arrivée à Natchez, MI
- 8 mai - arrivée à Vicksburg, MI
- 10 mai - Memphis, TN
- 11 mai - Cairo, IL
- 12 mai - arrivée à Saint-Louis, MO, embarquement sur le SS Gem City, Interview par le Commodore Rollingpin
- 13 mai - départ de St. Louis, MO sur le SS Gem City
- 14 mai - visite Hannibal, MO
- 17 mai - départ d'Hannibal, MO à bord du SS Minneapolis
- 17 mai - arrêt à Quincy, IL
- 17 mai - visite Keokuk, IA
- 18 mai - arrêt à Muscatine, IA
- 19 mai - Dubuque, IA
- 20 mai - Lake Pepin, MN
- 21 mai - arrivée à destination : Saint-Paul, MN.

#### Déroulement du voyage
Le Mississippi est un fleuve tout en méandres « comme une longue et flexible pelure de pomme jetée à l'eau par-dessus l'épaule », avait écrit Mark Twain,, et jeune pilote, Samuel Clemens se vantait d'en connaître toutes les courbes et les rives aussi bien que les couloirs de sa maison au milieu de la nuit. Après tant d'années, cependant, si sa mémoire était quelque peu endormie, elle se réveilla dès le début du voyage et surclassa très vite la masse de renseignements acquise d'après les nombreux traités et autres ouvrages spécialisés que Twain avait accumulés.

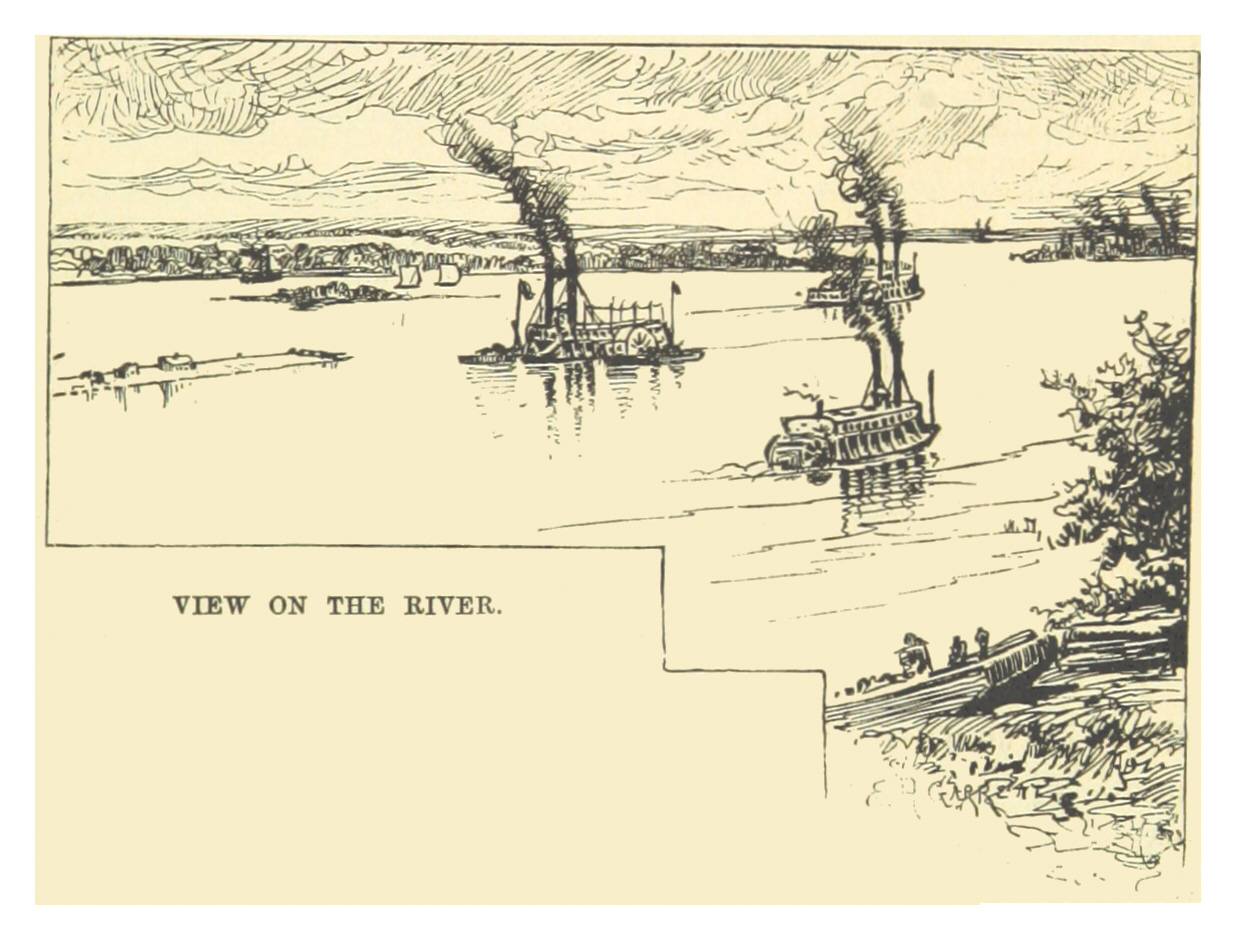
Vue sur le Mississippi du temps de Mark Twain.
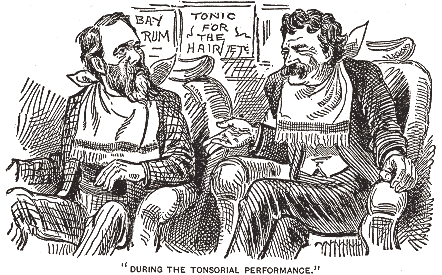
Mark Twain en discussion avec John Henton Carter chez le barbier, Rollingpin (NY, 1883).
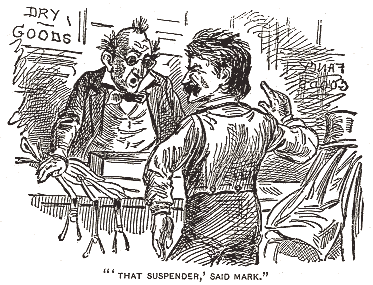
Mark Twain achète des bretelles, mais vante un système de son invention, Rollingpin (NY, 1883).
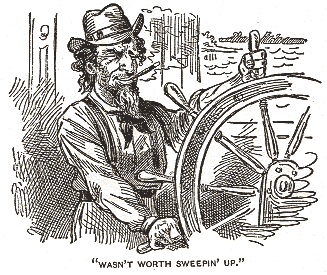
M. Twain à la barre, Rollingpin (NY, 1883).

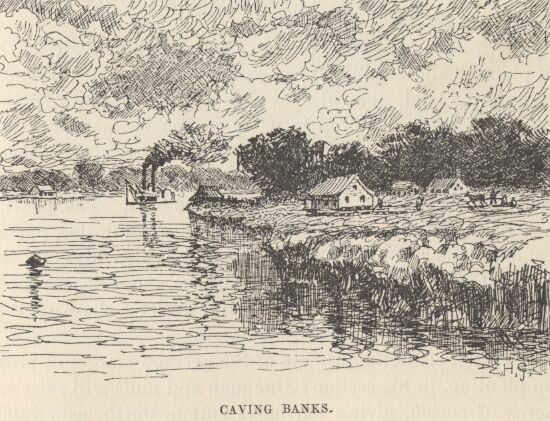
Les berges sont rongées par les courants.

Le petit steamer est lent : une heure pour couvrir le mille jusqu'à Saint-Louis sur la rive Est. Huit jours sont nécessaires pour parvenir à La Nouvelle-Orléans, avec des escales à Cairo, Memphis, Wicksburg et Bâton-Rouge. Mark Twain peut observer les ravages de la guerre civile ; il est également frappé par le parler local, sa douceur phonique mais aussi la syntaxe de plus en plus massacrée, en particulier l'usage systématique de like à la place de as, l'urgence éprouvée par tous, sur l'eau ou à terre, de se raconter. De plus, le Mississippi se relève à peine des grandes inondations de mars 1882 : les plus basses parties de la Louisiane sont encore sous les eaux et si le fleuve est resté lui-même, des îlots ont disparu, d'autres ont émergé, les berges se sont éventrées, les méandres ont remodelé les frontières entre les États : l'île 62 par exemple, qui relève de l'Arkansas, a été transportée dans le Mississippi, aubaine pour le tenancier d'un bar à whisky qui n'a plus eu à payer de licence d'exploitation pendant le reste de sa carrière ; en une nuit, un homme du Mississippi s'est retrouvé citoyen de la Louisiane, etc. Mark Twain commente ces tours joués par la nature sur le ton de l'humour : « Bird's Point n'a pas changé, écrit-il par exemple, sauf que le fleuve a rapproché la maison de Mr. Bird de trois-quarts de mille, ».
Une semaine se passe à La Nouvelle-Orléans, avec des visites chez Joel Chandler Harris, journaliste et auteur spécialiste du folklore, et George Washington Cable, romancier de la vie créole avec qui Mark Twain se promène dans le quartier historique de la ville ; puis, cette fois à bord du The City of Baton Rouge, véritable palace flottant que commande Horace Ezra Bixby, celui-là même qui avait appris le fleuve à Mark Twain et qu'il a affectueusement décrit comme le « pilote idéal » dans Old Times on the Mississippi (1876), le trio repart vers le nord le 6 mai 1882, avec des arrêts à Natchez le 7, Vicksburg le 8, Memphis le 10 et enfin sa destination Saint-Louis le 12, en tout deux jours de moins que n'avait pris le Gold Dust à faire le chemin inverse dans le sens du courant,.

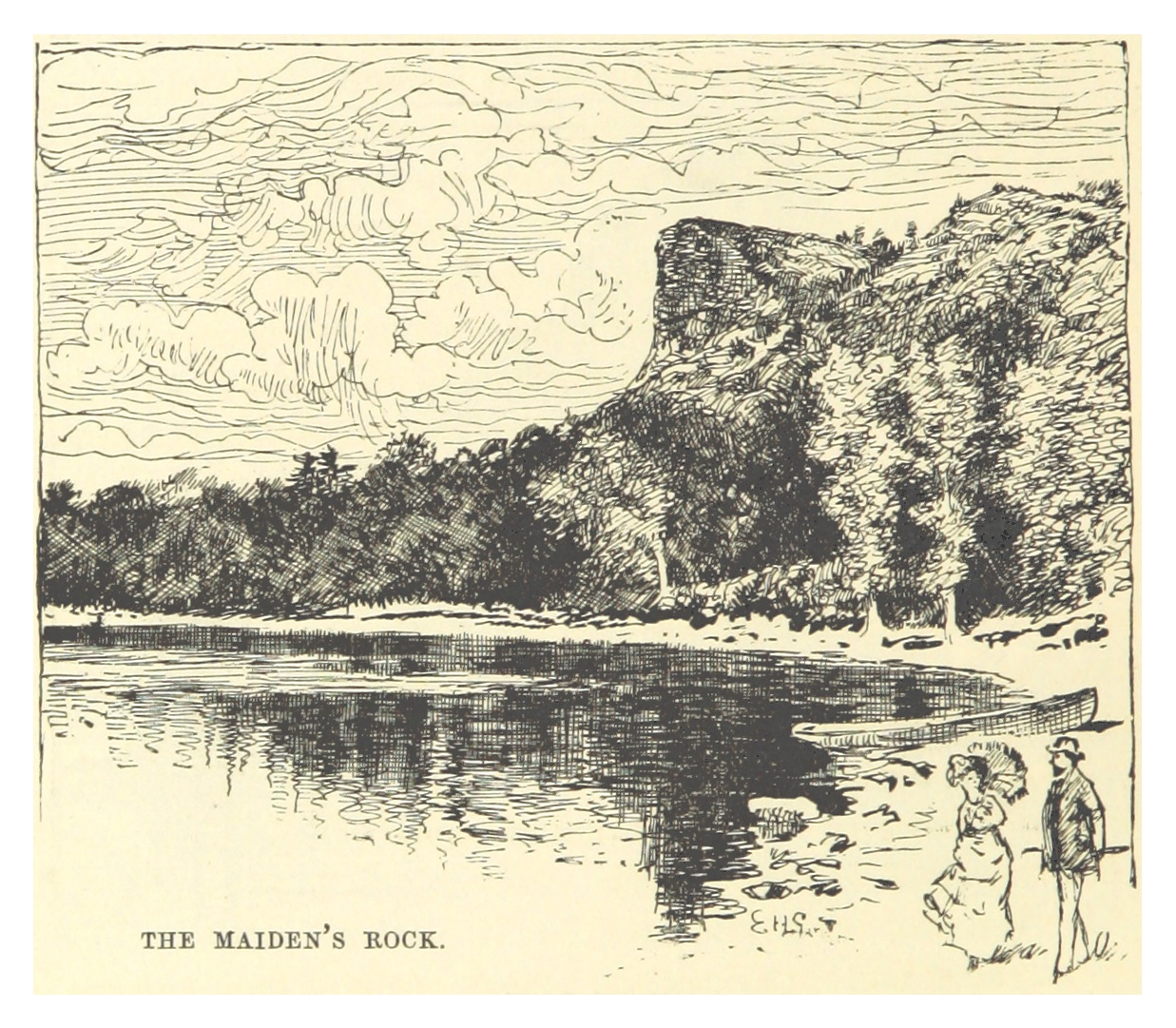
Saint-Paul, (illustration de l'édition de 1883).

À Saint-Louis, Mark Twain embarque sur le Gem City jusqu'à Hannibal, sa bourgade natale où il passe trois jours dans les lieux de son enfance et à retrouver quelques vieux amis de jeunesse ; puis il prend le SS Minneapolis pour Saint-Paul, avec des arrêts à Quincy, Muscatine, Davenport et Dubuque, enfin Lake Pepin, Minnesota, au bord du Lac Pépin. Le 21 mai, le steamer parvient à destination et Mark Twain rentre en train avec Oswood à New York où le voyage s'achève le 24 après cinq semaines d'absence, Phelps, quant à lui, ayant déjà quitté le groupe, sans doute à Hannibal, pour regagner l'Est du pays.

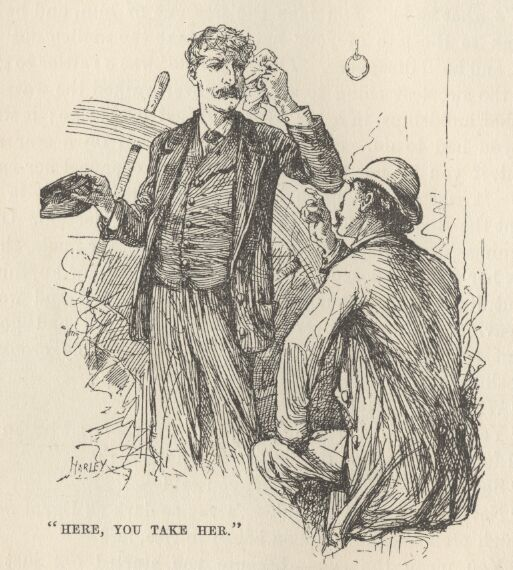
Mark Twain invité à prendre la barre lors du voyage de 1882.

Il arrive que Mark Twain soit reconnu à bord des steamers et que les commandants lui confient volontiers la barre pour quelques instants. À Saint-Louis, comme il était prêt dès dix heures du matin et que le bateau n'appareillait qu'en début d'après-midi, il avait passé son temps avec John Henton Carter, journaliste-écrivain spécialiste du Mississippi et signant ses chroniques « Commodore Rollingpin ». Le récit de cette matinée est consigné dans un texte intitulé « Une journée avec Mark Twain », publié dans Rollingpin's Humorous Illustrated Annual à New-York en 1883, mais sans doute déjà paru en mai 1882 dans le Journal de Saint-Louis (St. Louis Journal). Mark Twain y apparaît très occupé, devant impérieusement aller chez le barbier, puis acheter une paire de bretelles ; en fin de promenade, quelques remarques sont échangées sur ses livres et ses opinions semblent extrêmement tranchées : à la suggestion qu'il pourrait changer quelques phrases à l'un d'eux, il s'emporte et répond péremptoirement qu'il a pour habitude, une fois le travail terminé, de ne plus y toucher.

### Le livre et son texte

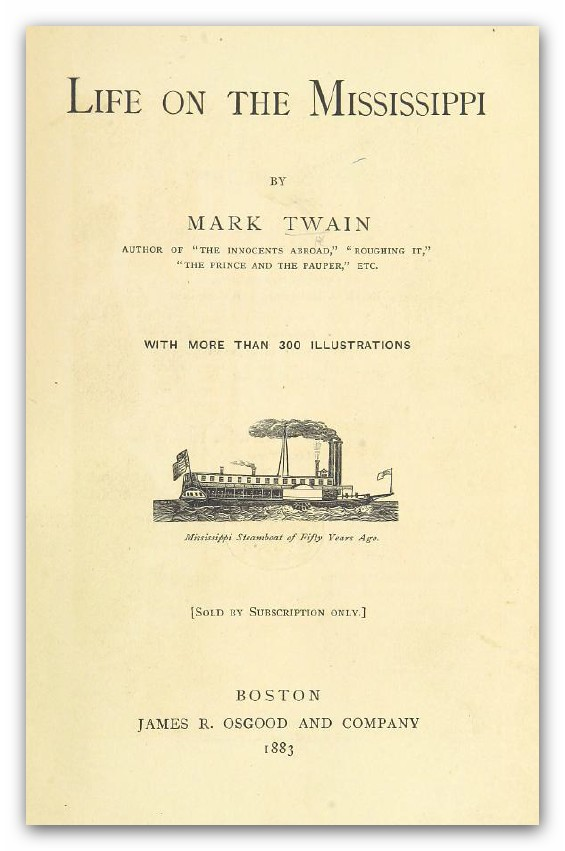
Life on the Mississippi, couverture de la première édition.

Reste à écrire le livre et il est de notoriété publique que Mark Twain montre autant d'impétuosité à entamer un récit de voyage qu'il est aux abois pour le terminer. Le manuscrit devait avoir été livré en octobre et c'est seulement le 15 janvier qu'un télégramme peut annoncer à Cable que cette fois, il en a fini.
Le texte paru en 1883 n'a pas toujours été intégralement respecté : c'est ainsi que l'édition de 1944 de Willis Wager pour la collection Heritage Press comporte, est-il annoncé, des « passages supprimés ». Le problème se pose de savoir si ces passages l'ont vraiment été, auquel cas si cela s'est fait avec l'assentiment posthume de l'auteur, décédé en 1910 mais qui était intervenu sur l'édition J. Pierpont Morgan en 1909, très largement reprise en 1944. Dans ce cas, son souci aurait été de ne point « offenser les souscripteurs susceptibles d'être choqués par la question nègre », formulation qui, si elle figure dans les archives, n'est pas de sa main. Même si Mark Twain a consenti à affadir quelque peu son texte, c'est en toute vraisemblance sous la pression des éditeurs, soucieux de ne point choquer et veillant à assurer leur clientèle. Le romancier leur a souvent décoché des railleries et brocardé sans égard les bienséances puritaines de l'époque ; pour autant, il savait quand prendre quelques précautions, se fiant surtout pour cela au jugement critique de son épouse, et de William Dean Howells, son ami, l'un comme l'autre lui recommandant parfois de se passer de certaines expressions qu'ils jugent grossières ou d'atténuer les outrances de quelque sentiment ostensiblement provocant.
Willis Wager n'omet pas tous les éléments supprimés du manuscrit Morgan, précisant que ceux qu'il a retenus se limitent à moins d'une phrase et aux passages que Mark Twain avaient recopiés verbatim de certaines revues. Aucune allusion n'est faite à un quelconque effort pour assagir le texte initial : seule, la ponctuation s'est vue modifiée afin de rendre la lecture plus aisée. Pour autant, le récit du retour à Hannibal avait bel et bien été supprimé, ce que James M. Cox a rétabli dans l'édition Penguin Classic de référence, comme le signale la note 52. En règle générale, l'édition ici retenue suit donc celle de Willis Wager, mais sans son introduction et avec des notes sur les quelques omissions, qui restent ainsi portées à la connaissance du lecteur.
Mark Twain avait l'intention de donner une suite à son livre, avec Huck Finn en garçon de cabine (cabin boy) « pour faire entrer dans l'histoire sous forme de fiction le grand fleuve et ses antiques mœurs, », mais le projet n'intéressa pas l'éditeur qui exigea même au dernier moment que le manuscrit remis fût amputé de quelque quinze mille mots. Les ventes restèrent modestes, se montant à 50 000, et ce n'est que soixante ans plus tard qu'elles atteignirent les 100 000.

## Mark Twain et l'expérience de la littérature
Samuel Clemens était d'abord devenu Mark Twain sous la houlette de son mentor Horace E. Bixby qui, alors qu'il apprenait à piloter à son apprenti (cub) et arrivait sur des hauts-fonds, scandait la manœuvre aux cris de Mark… twain! (« Gare ! Deux ! ») répété trois ou quatre fois lorsque la profondeur de l'eau se réduisait à deux brasses (fathoms), soit 12 pieds ou 3,7 m. Depuis sa prime jeunesse, le fleuve faisait partie de sa vie et ses carnets regorgent de notes aussi bien topographiques que sociologiques, souvent cryptées et donc restées inaccessibles.

### L'apprentissage du fleuve et de l'écriture

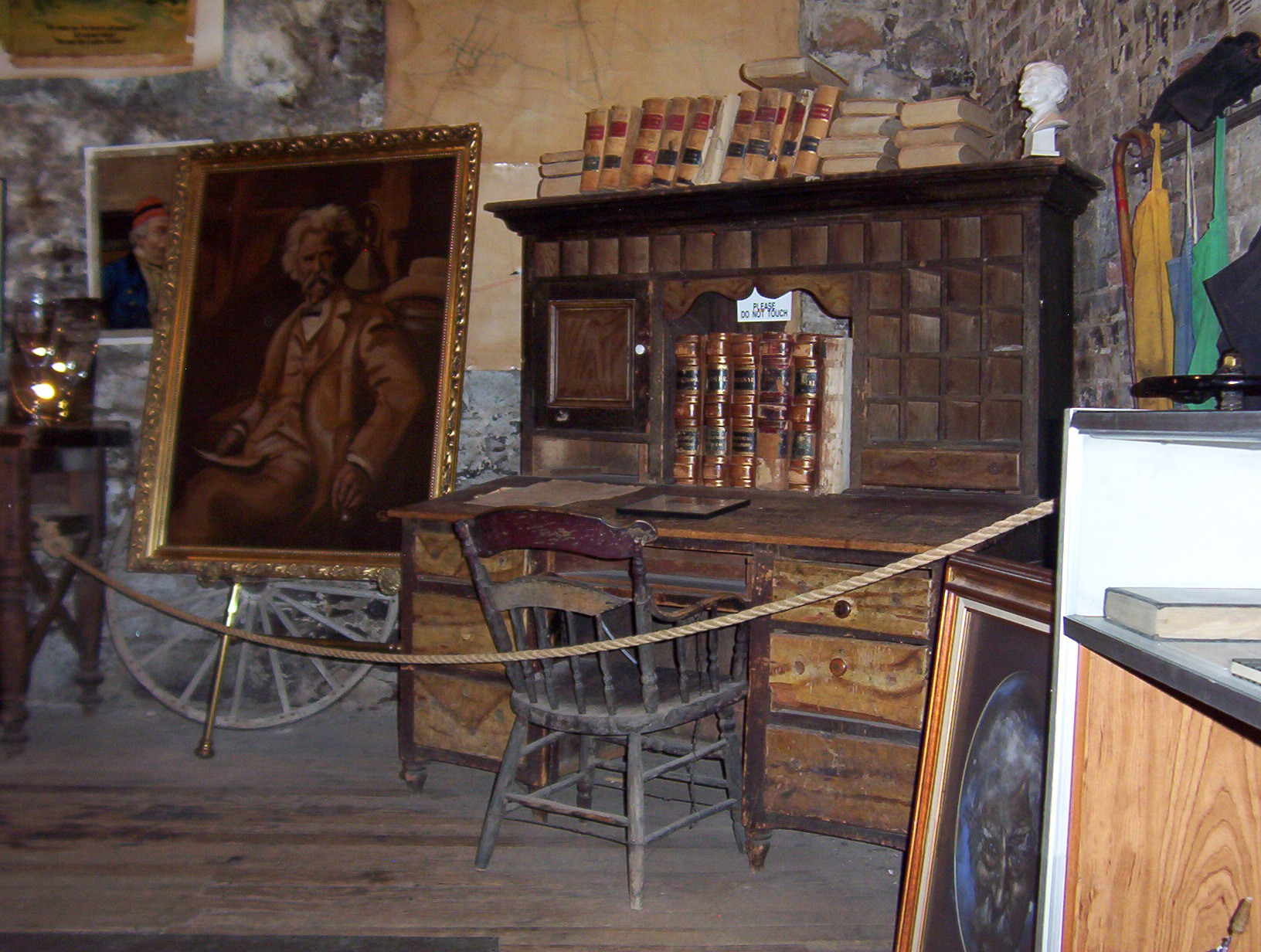
Bureau de Mark Twain au musée du Territorial Enterprise, Virginia City, NV.

Dès son plus jeune âge, Samuel Clemens avait montré son intérêt littéraire et l'acuité de son regard sur les choses : ses lettres à ses parents alors qu'il voyageait de Philadelphie à New York donnaient force détails sur les faits rencontrés et ses impressions ; en mai 1852, il avait écrit un court sketch, une toute petite nouvelle, The Dandy Frightening the Squatter, à la manière des humoristes de l'ancien Sud-Ouest.
Avant d'émerger sous son pseudonyme définitif, il s'était essayé à cinq autres, Thomas Jefferson, Snodgrass, Quintus Curtius Snodgrass, W. Epaminondas Adrastus Blab, Sergeant Fathom et Josh qui, outre les références littéraires qu'ils évoquent avec ironie et les escapades comiques qu'ils annoncent, lui ont permis de se faire une réputation de reporter de grand talent au Territorial Enterprise de Virginia City, où dès février 1863, il couvre jusqu'en 1866 l'actualité politique du Nevada par des articles percutants, informés et bien écrits,.
C'est en signant ces articles « Mark Twain » à partir du 1er février 1863 que Samuel Clemens avait signifié la fin de son apprentissage du fleuve et de son métier d'écrivain. Il avait désormais maîtrisé les formes d'humour typiques du Sud-Ouest, en même temps qu'acquis, par son activité journalistique, la clarté et le direct propres au reportage, la faculté de rendre le discours oral et d'incarner différents styles parodiés.

### Mark Twain et la littérature de voyage
Comme Walt Whitman avant lui, qui avait participé à la bataille de Fredericksburg, Samuel Clemens avait rejoint les rangs des Marion Rangers, petite bande d'irréguliers de l'armée des confédérés, puis les avait quittés pour l'Ouest au bout de quinze jours sous le prétexte d'incompatibilité avec la vie militaire, ce qui faisait de lui, comme de tous les autres qui avaient pris la poudre d'escampette, à la fois un traître et un déserteur, un hors-la-loi. « Il y avait-là, commente James M. Cox, une sorte de justice sauvage à se découvrir un nom authentique au sein de la violence du territoire de Virginia City, Nevada, où l'État manquait encore de stabilité,, ».

#### Ouvrages ayant précédéLa Vie sur le Mississippi

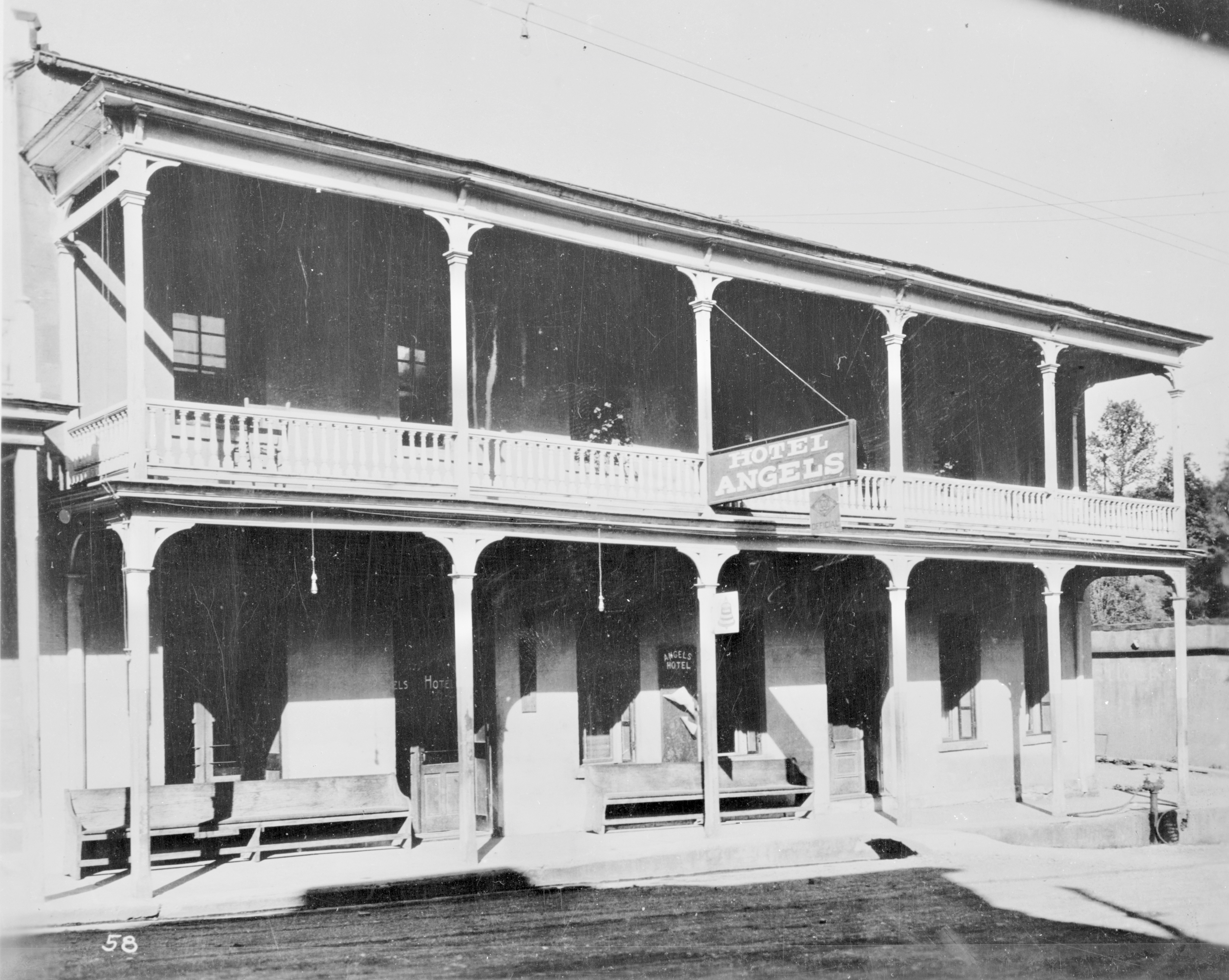
Angel's Hotel où Mark Twain entendit raconter l'histoire de la grenouille sauteuse.

Avant de s'installer sur la côte Est, Mark Twain s'était aventuré à l'Ouest, puis s'en était revenu par l'isthme de Panama, ce qui lui avait permis d'échapper à la guerre ; il avait traversé la Prairie, tâté de la rude vie des chercheurs d'argent (À la dure), se découvrant comme humoriste, reporter, journaliste et voyageur, mais gardant toujours ses distances avec la loi : sa Célèbre Grenouille sauteuse du comté de Calaveras, il l'avait entendue dans le comté de Tuolumne où il se cachait pour éviter la police de San Francisco, irritée de ses reportages brûlants.

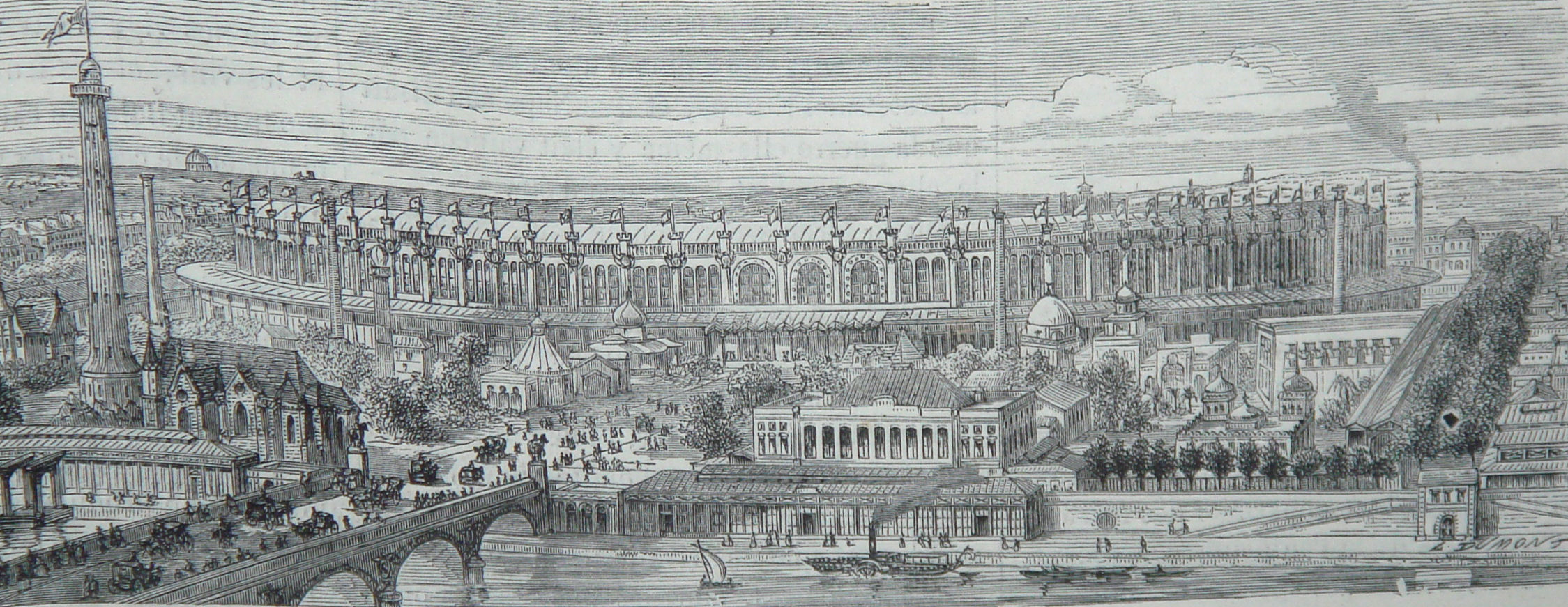
Exposition universelle de Paris (1867).
Pont d'Iéna rive gauche et Champ-de-Mars avec le palais du Champ-de-Mars vus de la colline de Chaillot, Le Monde illustré.

Sans le sou à New York, une proposition du The Daily Alta California de San Francisco vient lui sauver la mise : suivre pour les lecteurs le premier voyage touristique organisé depuis l'Amérique. C'est ainsi que Mark Twain s'embarque le 8 juin 1867 sur le SS Quaker City pour une excursion lointaine de cinq mois en compagnie de Quakers, direction l'Europe et le Moyen-Orient. Au programme : les Açores, Gibraltar, Tanger, la France, y compris une escapade en train au départ de Marseille pour l'Exposition universelle de Paris glorifiant surtout les victoires militaires de Napoléon III, l'Italie avec une visite des États pontificaux à Rome, la Grèce, Constantinople, la Crimée et une promenade sur la mer Noire jusqu'à Odessa, puis Smyrne, la Terre sainte, la Syrie et l'Égypte ; en prime les Bermudes sur le chemin du retour. En cela, il suivait l'exemple de Washington Irving, Ralph Waldo Emerson, Henry Longfellow ou Nathaniel Hawthorne qui avaient tous visité le vieux continent et rendu compte de leurs impressions. « Mark Twain, l'homme de l'Ouest, se trouvait donc face à la vieille Europe et, l’œil féroce et la langue bien pendue, il a fièrement campé sur ses valeurs d'homme de la frontière. Ce qui offre un étonnant feu d'artifice d'énormes blagues, de descriptions décapantes, d'anecdotes cocasses et de réflexions plus sérieuses qu'on n'imagine d'abord — avec, en prime, quelques ânes, des chameaux et une course échevelée à travers l'Europe, à la recherche d'un fantomatique morceau de savon… ».
Mark Twain est donc resté fidèle à lui-même, satiriste et humoriste, dénonçant les pèlerins qui muent avantageusement leur plaisir en prêchi-prêcha artistique et surtout spirituel, parodiant du même coup la littérature de voyage où il ne voit que pittoresque mis en scène, morale esthétique, descriptions de décors obligés. Le résultat en est cet Innocents Abroad (1869), composé d'après une série de cinquante-cinq reportages épistolaires pour le Alta California, féroce envers William Cowper Prime et les débordements sentimentaux de son Tent Life in the Holy Land,, moqueur et méprisant à l'égard de ses compagnons de voyage, qu'il appelle « des vandales » pour essayer de décrocher quelques bouts de reliques, ce qui ne l'empêche pas de se servir de leurs propres notes en complément des siennes ; et impitoyable envers les habitants des pays visités qui se laissent tourner en esclaves et domestiques par les touristes américains, le tout mêlé à ses attentes et ses réactions personnelles.

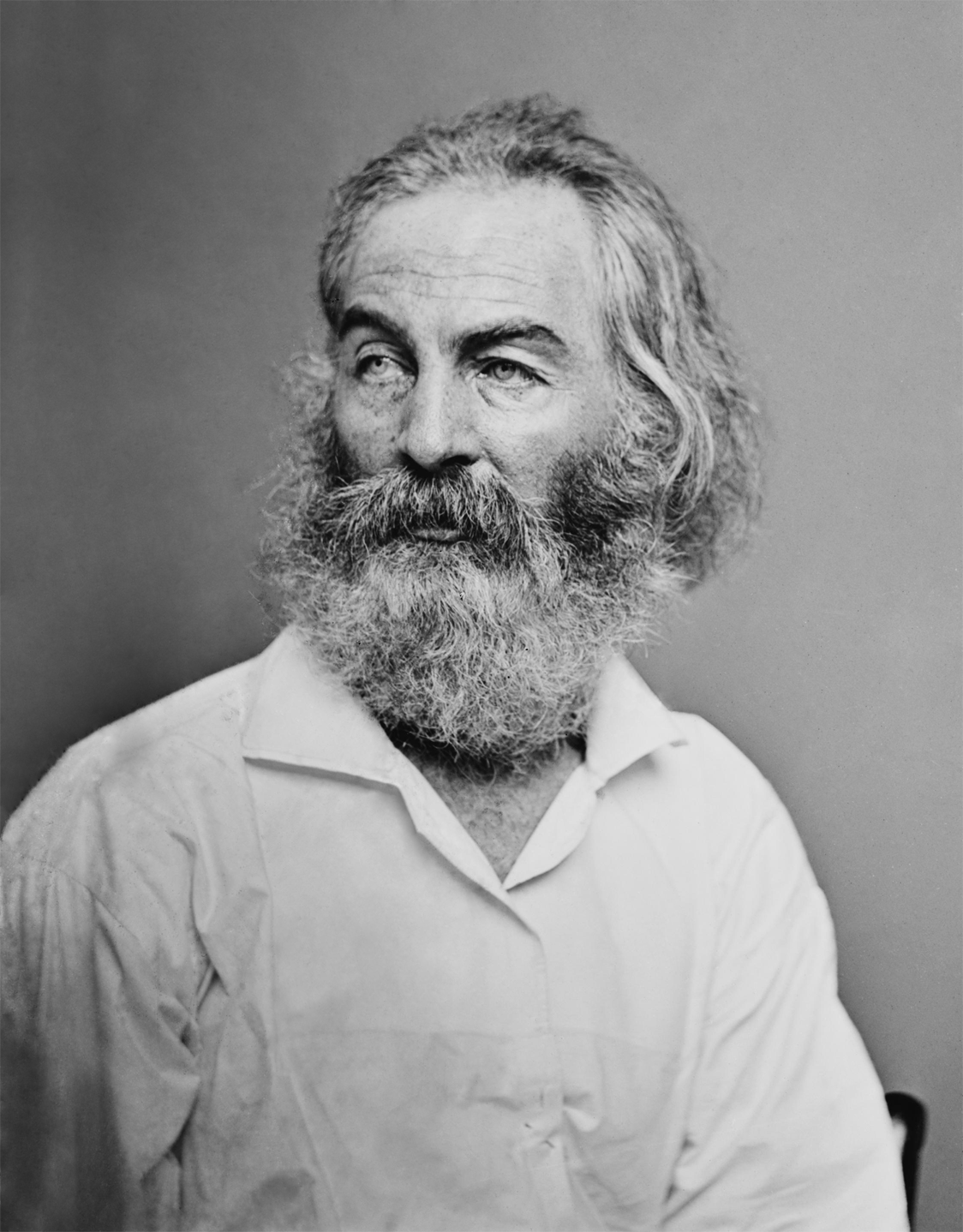
Walt Whitman. Restauration Brady-Handy.

L'ouvrage est rude, effronté envers les pays traversés, avec une liberté de mouvement et de dessein qui caractérise toute l'œuvre de Mark Twain, en rupture avec la stabilité des récits et descriptions habituels, quelque chose que James M. Cox qualifie d'« anti-littéraire », une impatience souveraine se manifestant dans la dilution de la structure, les modulations du ton, le kaléidoscope des points de vue, une quête de la contradiction, comme en écho à la proclamation de Walt Whitman :
| « Do I contradict myself? Very well then I contradict myself (I am large, I contain multitudes.) » | « Me contredisé-je ? Très bien, alors je me contredis (Je suis vaste, je recèle les multitudes.) » |

#### Une prose de rupture

Ancien logo de Wells Fargo.

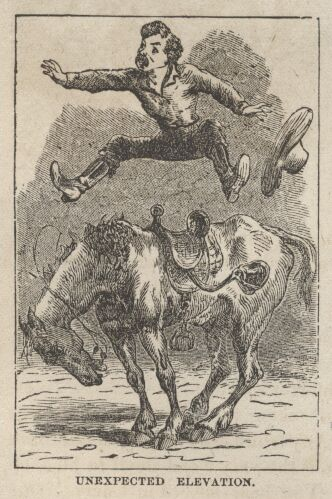
Illustration de À la dure.

Ainsi, Mark Twain affirme haut et fort sa présence dans sa prose, plus ample et plus libre que les conventions littéraires ne l'autorisent, amplitude née du culot et de la confiance en soi, liberté surgie d'une aisance innocente, mi-sceptique mi-ignorante, le tout faisant fi de la déférence. L'humour que génère sa domination auctoriale se veut extravagant, presque démesuré, à la marge des valeurs traditionnelles de la morale et de l'esthétique littéraire, unité, cohérence, point de vue, tout se voyant chamboulé et subverti. Sans doute est-ce pourquoi Mark Twain est bien, comme l'écrivait Hemingway, le père du roman américain, le premier à le fonder, sans références obligées à l'Europe, sur les seules traditions et les valeurs de l'Amérique.
Les récits de voyages vont se suivre, lui donnant rapidement un passé littéraire : voici À la dure (1872), préquelle de Innocents Abroad, racontant en un vaste éclat de rire les cinq années des voyages du jeune Clemens : il a vingt-sept ans et s'enfonce hardiment dans l'Ouest encore sauvage avec son frère aîné, Orion, qui vient d'être nommé secrétaire de l'État. Les deux hommes effectuent en quatorze jours le voyage à bord d’une diligence Wells Fargo, s’engageant sur la piste de la Californie qui chemine par Independence Rock et Devil's Gate (Wyoming) jusqu’à South Pass ; ils empruntent ensuite la route des Mormons, bifurquant à Fort Bridger vers l’Echo Canyon pour rejoindre Salt Lake City et finalement s’arrêter à Carson City dans le Nevada, juste avant la Californie.

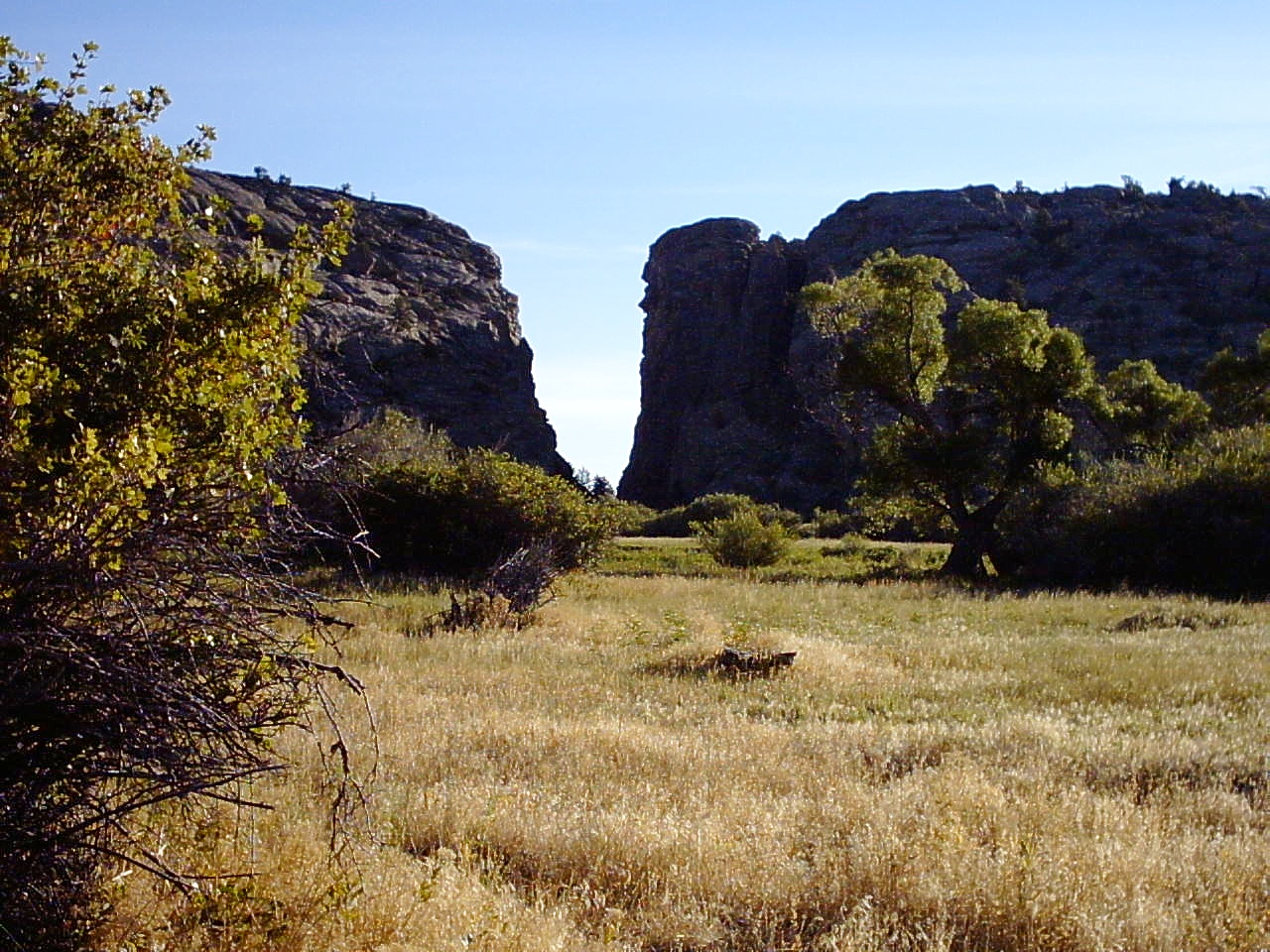
Devil's Gate (Wyoming), point de passage des pionniers sur la piste de la Californie.

La ville se stabilise tout juste après la période de grande effervescence consécutive à la découverte en 1859 de gisements d’argent dans les monts Washoe. À la recherche du filon caché, une foule de déçus de la ruée vers l'or en Californie de 1849 et de nouveaux aventuriers attirés par la promesse d’une fortune facile ont convergé vers la ville. Le profil de ces prospecteurs diffère sensiblement des pionniers traditionnels qui s’installent pour mettre en valeur le pays par le travail de la terre. La population de Carson City est alors essentiellement masculine ; l’avidité, la concurrence et la recherche des plaisirs faciles y maintiennent un climat de tension permanente. Samuel Clemens est lui-même gagné par la « fièvre de l’argent », ; persuadé de faire fortune rapidement, il se lance tous azimuts dans la prospection. Ses espoirs sont déçus : en butte à des difficultés financières, il finit par accepter en août 1862 l’offre d’emploi permanent que lui propose le Territorial Enterprise, journal de la ville de Virginia City, pour lequel il écrivait jusque-là occasionnellement des chroniques comiques.
Vient ensuite The Gilded Age (1873) qui a donné son nom à l'époque, que Twain, contrairement à ce que peut laisser penser l'appellation, voyait comme une ére d'incroyable pourriture,,,, en collaboration avec Charles Dudley Warner. Enfin, paraissent les reportages pour le compte de l'Atlantic Monthly de Howells, publiés en sept numéros de janvier à juin, puis en août de 1875, sous le titre de Old Times on the Mississippi, en quelque sorte achevant la reconstruction de Samuel Clemens en Mark Twain. Avant le livre de 1883, il y aura également A Tramp Abroad (1880, suivant assez mollement un voyage en Suisse, France et Italie en compagnie du pasteur Joe Twichell, transformé en un pâle Mr. Harris, avec des épisodes et des personnages imaginaires, le tout de la plume d'un narrateur anonyme à peine ressemblant ; « livre laborieux », écrit Pam McAllister, dont le verbiage a dû être coupé.
Ce jaillissement d'écriture aura été pour Mark Twain une marche joyeuse à travers son enfance et sa jeunesse, en particulier dans Old Times on the Mississippi, prémices à la fois de Tom Sawyer (1876) et de Huckleberry Finn (1884), qu'interrompit au seizième chapitre le voyage de 1882. Lors de cette échappée, cependant, les jeunes années n'étaient plus que souvenir, mais le courant du fleuve drainait toujours les veines de sa maturité, l'entraînant vers la légende et le mythe, l'odyssée d'un jeune redneck, dérivant au sud du Mississippi jusqu'au cœur des contrées esclavagistes.

## Structure deLa Vie sur le Mississippi
Chronique du temps passé et du temps présent, histoire sociale et personnelle, alliage d'anecdotes, de statistiques, d'événements véritables, d'autres fabriqués, La Vie sur le Mississippi, quoique fort humoristique, n'est pas un livre aussi drôle que ne le sont en général les œuvres de Mark Twain.
Il a paru sept années après Les Aventures de Tom Sawyer où sont racontées les péripéties d'un garçon du Sud des États-Unis avant la guerre civile, dans la ville fictive de St. Petersburg, Missouri, roman pour une part autobiographique qui présente des lieux, des personnages et des aventures inspirés de la vie de l'auteur, de sa famille et de ses camarades d'enfance, et qui reste considéré comme un classique de la littérature de jeunesse, quoique la préface le déclare également destiné aux adultes. Deux ans le séparent des Aventures de Huckleberry Finn qui reprend le ton léger du roman précédent et certains de ses personnages, mais si le début et la fin peuvent inciter à penser qu'il s'agit d'une « suite » et de « littérature pour enfants », le corps du récit, cependant, n'a rien d'inoffensif, bien au contraire, car il présente une terrifiante plongée au plus sombre de la nature humaine et une violente remise en cause des normes sociales et religieuses.
La Vie sur le Mississippi demeure avant tout une expérience d'auto-fabrication littéraire : en visitant de nouveau sa ville natale d'Hannibal dans le Missouri, en revivant ses expériences de cub sur les vapeurs, Samuel Clemens visait à se dégager de sa persona de « l'humoriste débridé » de l'Ouest (wild humorist) et à s'ancrer dans ses racines sudistes. C'est sans doute pourquoi le Overland Monthly de Californie insiste d'emblée sur la primauté de l'aspect autobiographique sous-tendant le vaste panorama, pré et post guerre de Sécession, de la vie foisonnante du fleuve qui domine le récit, quelque difficilement déchiffrable puisse-t-il apparaître dans le fatras géomorphologique, historique et technique, les embellissements, les inventions et les digressions.

### Le chamboulement du temps
Il est impossible de découper une structure rigoureuse dans La Vie sur le Mississippi, même d'ordre chronologique, car le temps y est sans cesse chamboulé, le passé vagabondant dans le présent et vice versa. De plus, les efforts déployés par Mark Twain pour présenter d'abord un historique, puis un décor assorti d'une analyse géographique et économique se voient sans cesse agrémentés du surgissement d'anecdotes qui prennent rapidement le pas sur le sujet annoncé, l'interrompent, le plus souvent heureusement. Certes, les pionniers de l'exploration du fleuve sont évoqués, De Soto, Marquette, La Salle, mais brièvement, vu qu'ils appartiennent à la période que Twain appelle « historico-historique », alors que Louis XIV n'éprouve qu'indifférence envers sa province d'Amérique, qu'en réalité personne n'en veut, dont personne n'a besoin, à laquelle personne ne s'intéresse, même De Soto n'y ayant prêté que peu d'attention.
En somme, le récit n'a rien d'un traité et se déroule au gré des dérives du fleuve et surtout de l'auteur-narrateur qui s'octroie une totale liberté. La consultation de la liste descriptive des chapitres est sur ce point éloquente, chacun d'eux se trouvant détaillé comme il était de rigueur dans les romans des deux siècles précédents. Quelques exemples suffisent à illustrer le propos : ainsi, les tout premiers comprennent un éloge du fleuve en préambule, remarquable par sa configuration insolite, le delta et la source se voyant comme inversés, son extraordinaire charroi de boue, son âge géologique curieusement incorporé à celui de l'histoire des peuples. Bien vite, le décor se substitue au panégyrique, les berges, leurs bourgades, les fresques préhistoriques, les Indiens, le tonnerre, tout se déroulant au fil fantaisiste du voyage. Un essai de retour historique est annoncé au chapitre III, circulation des bois et du charbon, quelques statistiques, mais bientôt l'actualité prend le pas sur l'érudition et, par un petit subterfuge narratif, l'auteur commence à s'entretenir de lui-même, de son enfance, de sa formation, de ses rencontres, etc..

### Deux livres en un
La Vie sur le Mississippi contient deux livres en un, tour de passe-passe amorcé dès le premier chapitre et ensuite évident : il s'agit en effet pour Mark Twain d'incorporer dans le récit Old Times on the Mississippi publié en 1876. Aussi, l'exposition première de certaines données factuelles sur le fleuve, configuration, longueur, profondeur, est vite suivie d'un avertissement laissant entendre, non sans ambiguïté, le dessein envisagé :
| « Let us drop the Mississippi's physical history, and say a word about its historical history--so to speak. We can glance briefly at its slumbrous first epoch in a couple of short chapters; at its second and wider-awake epoch in a couple more; at its flushest and widest-awake epoch in a good many succeeding chapters; and then talk about its comparatively tranquil present epoch in what shall be left of the book. » | « Laissons-là l'histoire physique du Mississippi pour dire un mot de son histoire pour ainsi dire historique. Il nous est loisible de nous pencher en deux chapitres sur la léthargie de sa première époque, et de consacrer deux autres à celle, moins ensommeillée, qui a suivi, et un bon nombre à sa phase florissante et active ; après quoi, nous considérerons son actualité, comparativement plus calme, ce qui occupera le reste de l'ouvrage. » |

#### La partie dévolue au texte passé de 1876

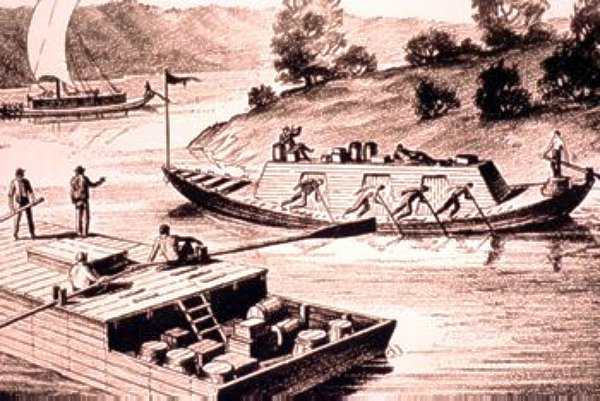
Keelboating sur l'Ohio au XVIIIe siècle.

Ce plan n'est que très partiellement mis en œuvre : si le reste du premier chapitre et la totalité du deuxième se consacrent à l'époque dite « endormie », un seul, au lieu des deux prévus, décrit celle qui « s'éveille » et sa majeure partie inclut un épisode du texte inachevé pour illustrer l'âge du keelboating, c'est-à-dire de la péniche-pirogue à quille courte ayant servi au commerce fluvial au XVIIIe siècle et au début du XIXe siècle. Ce chapitre se retrouve, ou non selon les éditions, dans Les Aventures de Huckleberry Finn, ce qui témoigne de son interchangeabilité et de la fluidité des récits de Mark Twain. Une fois parvenu à l'ère « florissante », d'ailleurs, l'auteur abandonne toute semblance de continuité et insère sept numéros d'Old Times on the Mississippi (Au temps jadis sur le Mississippi), publié en 1876, chacun couvrant deux chapitres, l'ensemble s'étalant du chapitre IV au chapitre XVII, tout en ne signalant à aucun moment que cette portion du récit a été rédigée bien avant 1883, en fait janvier 1875 pour le premier numéro,.
Ce sont précisément ces chapitres, où se répète l'expression « Lorsque j'étais un jeune gars, » que la critique a surtout appréciés pour leur style allant et vif, et présentant une unité et une continuité qui tranche sur le reste du texte. Il s'en dégage une saveur que les lecteurs avertis ont trouvée irrésistible : ainsi, Howells déclare que « À la lecture, ça rend presque l'eau de votre pichet à glace boueuse, », et John Hay, poète, journaliste et ancien conseiller privé d'Abraham Lincoln, écrit à l'auteur : « Je ne sais comment vous vous y prenez. Je savais tout cela, chaque mot, […] ; j'ai connu les mêmes gens ; j'ai vu les mêmes scènes — mais je n'en aurais gardé aucun souvenir, jusqu'à ce les deux premiers talents d'un écrivain, que vous possédez au plus haut point, ne les réveillassent, la mémoire et l'imagination »,. Consacrés à l'apprentissage du pilotage par le jeune Samuel sur un riche fond de navigation à vapeur, ils transmutent l'autobiographie en Histoire et se haussent au mythe, celui du fleuve et de l'auteur, désormais indissociables,.

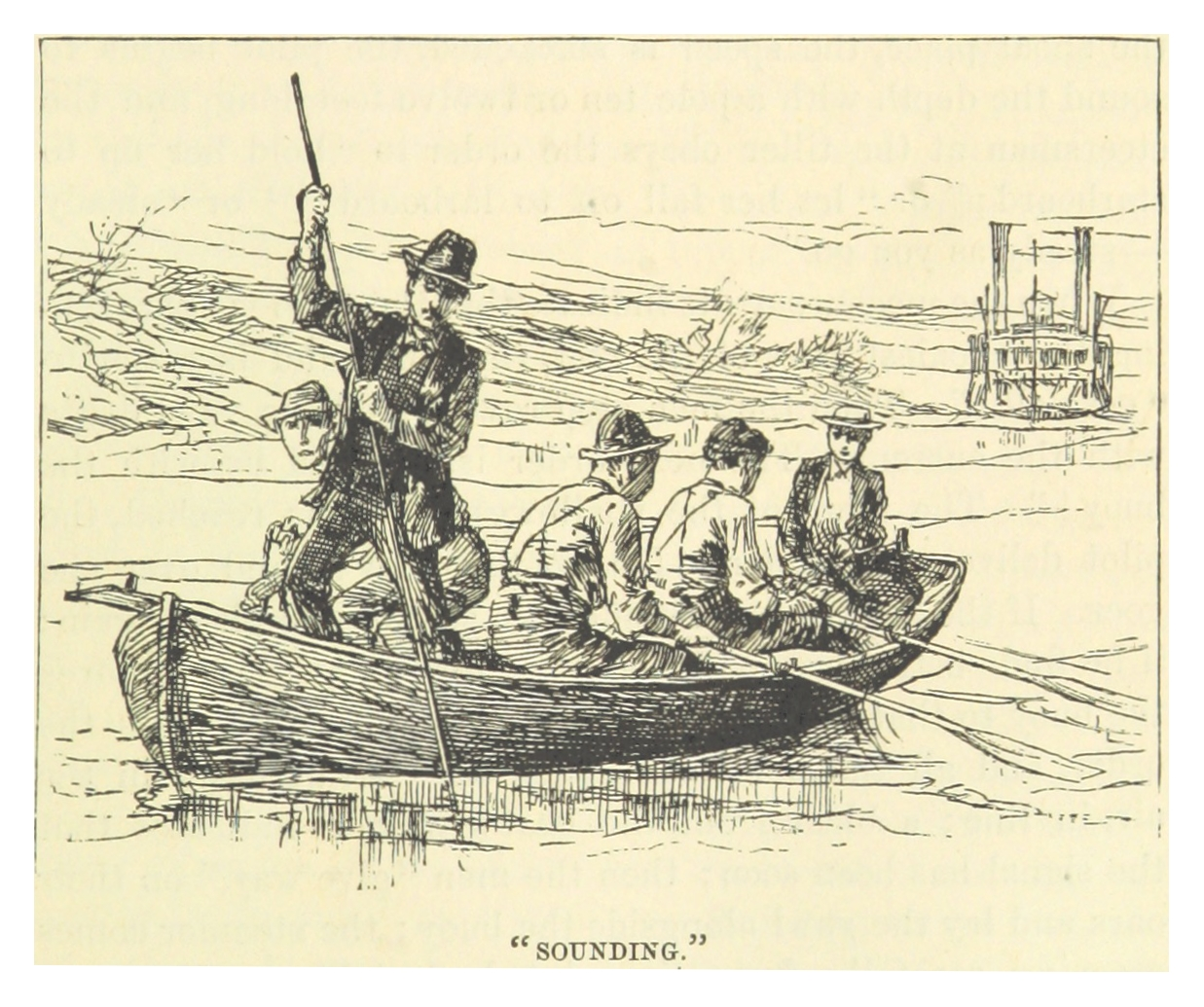
Il faut sonder le fleuve.

Bixby avait dit à son cub qu'après avoir retenu toutes les profondeurs, les îles, les rives, il lui fallait apprendre que ces jalons changeaient selon le sens de l'eau, sans compter que le fleuve lui-même était en constante évolution. Le jeune apprenti avait répondu que retenir les cinq cents formes du Mississippi risquait de l'« accabler » (stoop, littéralement « voûter »), mais Bixby avait sagement ajouté :
| « No! you only learn the shape of the river; and you learn it with such absolute certainty that you can always steer by the shape that is in your head, and never mind the one that's before your eyes. » | « Non ! Tu n'apprends que la forme du fleuve ; et tu l'apprends avec une telle assurance que tu peux en toutes occasions barrer selon la forme qui est dans ta tête, sans te préoccuper de celle qui défile devant tes yeux. » |

À cette école, le gamin du Sud-Ouest qui demeure en Mark Twain peut prendre la relève, sa mémoire de vingt-cinq années ayant retrouvé les couleurs du souvenir. Les pilotes de radeaux, aussi drôles que bornés, vantards et bagarreurs, grossiers, robustes et indomptables, surgissent du passé comme intacts dans toute leur rudesse joyeuse. Suivent des passages plus strictement factuels, résumant la vie de Clemens après sa carrière de pilote, jusqu'à ce qu'il aille résider en Nouvelle-Angleterre.
En retournant à son passé, en revenant pour la première fois sur les lieux, Mark Twain se retrouve là où son nom s'est forgé. Il est significatif du point de vue structurel que ce nom soit scandé deux fois à des moments-clefs du récit, d'abord au chapitre VII, puis au chapitre XIII. Dans le premier cas, alors que Bixby négocie en aval le croisement de Hat Island, île de renom tant du point de vue géographique qu'historique, résonne le célèbre M-a-r-k twain signalant le péril dont le brillant pilotage vient à bout à l'admiration générale des collègues agglutinés pour assister à la manœuvre, après quoi l'un d'eux murmure « Oh ! Que ç'a été bien fait — du beau boulot ! »,.

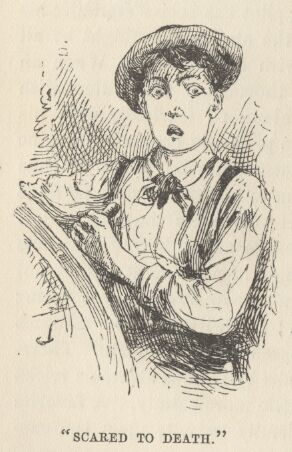
Le jeune cub panique seul dans la cabine de pilotage.

Lors du deuxième épisode, Bixby donne une ultime leçon à son apprenti trop confiant : Sam est seul en cabine, la journée est calme, le bateau descend le fleuve gonflé à ras bord vers le croisement peu redoutable de l'Île 66, et soudain, pour tester le jeune pilote, le mentor demande au sondeur de signaler des profondeurs suspectes. Au cri de Mark twain, en principe annonce de haut-fond, le gamin est pris de panique : « Mes mains tremblaient sans contrôle. Je ne pouvais faire sonner la cloche de façon qu'ils comprennent mon signal. Je me précipitai sur le tuyau acoustique et implorai le mécanicien : « Ben, pour l'amour de Dieu, renverse la vapeur ! Vite Ben ! Oh, renverse cette foutue vapeur ! »,.
James M. Cox écrit qu'en scandant son pseudonyme, Mark Twain a été bien au-delà d'une simple définition de soi : dans les deux occasions, le nom s'apparente au danger, vécu devant un public ; d'abord le courage, puis la peur, la maîtrise de soi et l'angoisse, l'adulation et l'humiliation, « les deux marques de son expérience, professionnelle comme pilote, et aussi — à coup sûr pouvons-nous en induire — […] de son écriture »,.

#### La partie dévolue au texte nouveau: le voyage de 1882

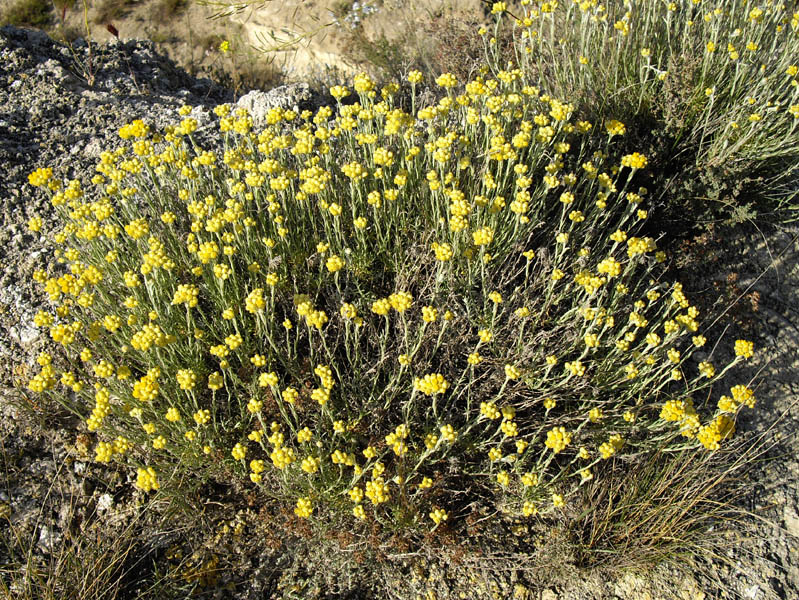
Helichrysum stoechas 3 (Espagne).

Après l'incorporation d'Au Temps jadis sur le Mississippi, La Vie sur le Mississippi poursuit son propre récit du voyage exploratoire de 1882 en reprenant en grande partie les tableaux adressés à l'Atlantic Monthly. Le matériau finit par manquer cependant, et Mark Twain se voit obligé d'emprunter pour consentir aux exigences du cahier des charges annoncé lors de la souscription. Quelque onze mille mots sont pillés chez différents auteurs, l'historien Francis Parkman en particulier ; sept mille pour les chapitres III, XXVI et XXXVIII, ce dernier, une belle description historique intitulée The House Beautiful empruntée à peine adaptée à Huckleberry Finn, alors non terminé ; le chapitre XXXVI (The Professor's Yarn) exhumé de vieux manuscrits naguère écartés, etc.
Priment désormais le pittoresque, les canulars et les exagérations des pilotes assénés à de prétendus ignorants voyageant à leur bord, des histoires de bandits et de flambeurs, des extraits de récits écrits par des voyageurs étrangers, deux ou trois histoires interpolées, tragiques ou comiques, témoins d'une imagination débridée. Les descriptions, les statistiques, les îles éphémères, les nouveaux raccourcis creusés par le courant déchirant les berges, les frontières bouleversées, les idiolectes locaux, assemblage qui, selon James M. Cox, donnerait d'amples raisons de susciter l'ennui, sinon qu'au moment précis où le texte le réclame, Mark Twain sort de son sac une phrase qui réveille l'intérêt, presque comme s'il jouissait du plaisir de ce choc attendu ; ainsi : « Nous foncions sans la moindre anxiété, le rocher caché qui barrait la route s'étant considérablement déplacé vers l'aval hors du chenal ; ou plutôt, un bout de pays avait sombré dans le fleuve et […] Cairo avait d'autant allongé sa bande de terre. Le Mississippi est juste et équitable, il ne renverse jamais la ferme d'un cultivateur sans construire la même pour son voisin, façon de faire taire les esprits chagrins. »,.
Le texte s'émaille aussi de remarques d'un humour glacé dont la tonalité satirique semble tenir de l'ancestrale sagesse des peuples : devant le cimetière de La Nouvelle-Orléans, le narrateur déclare que si les défunts avaient vécu dans la tranquillité dont ils témoignent quand ils sont morts, ils n'y auraient trouvé que des avantages. Les couronnes funéraires lui inspirent un commentaire sur l'immortelle qui, suspendue au-dessus des tombes, prend soin du chagrin sans que les proches n'aient à intervenir, ce qui est une garantie de pérennité. De tels jaillissements d'esprit restent empreints de gravité parfois lugubre, en cela semblable à celle qui sous-tend le texte tout entier, si bien que si le rire est partout, c'est souvent sans l'éclairage direct de la joie.

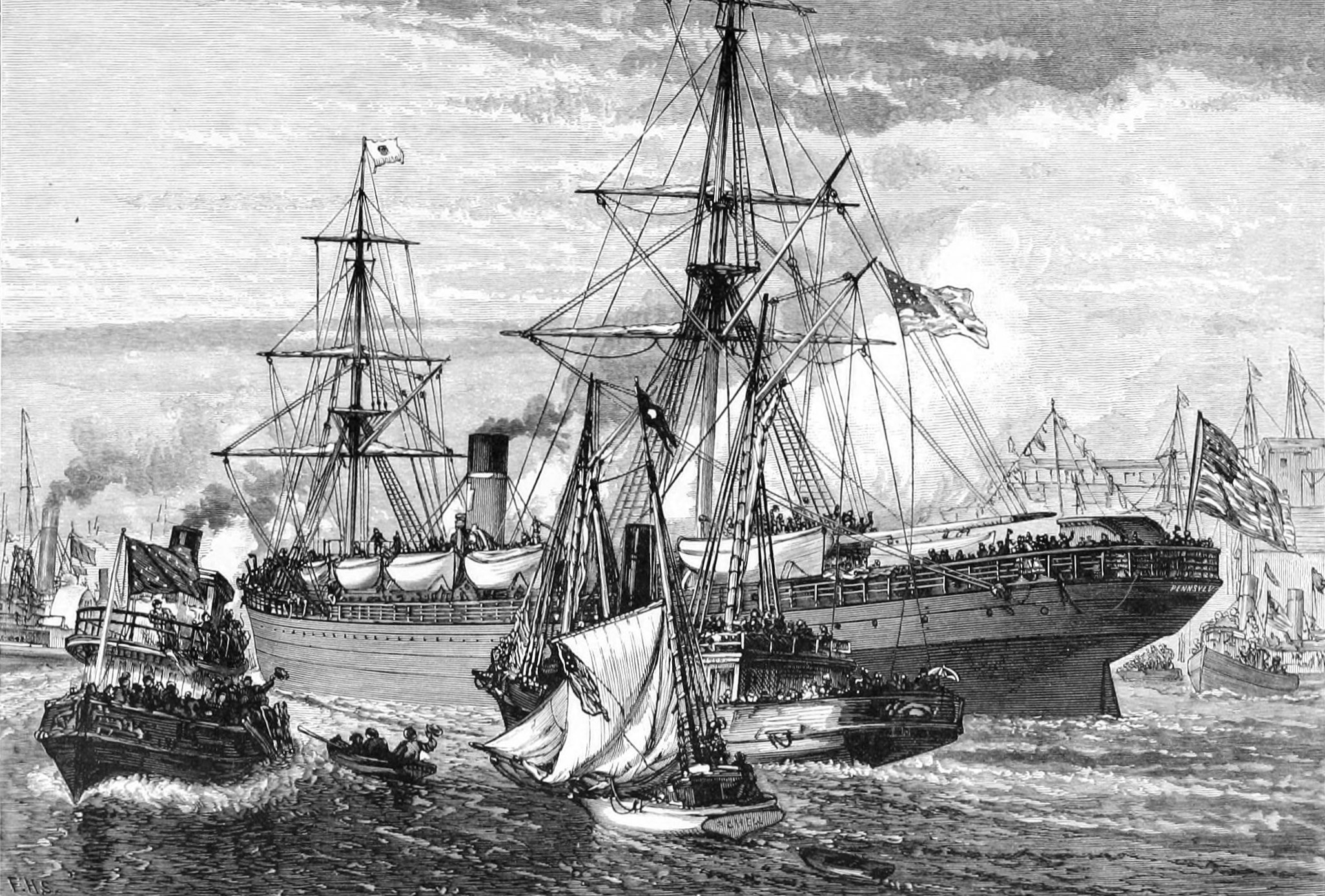
Le Pennsylvania lève l'ancre pour son voyage inaugural.

Mark Twain découpe l'histoire du fleuve en quatre phases, d'abord une mosaïque facile, extraite des livres d'histoire, la deuxième illustrée par ses écrits chronologiquement « à venir » mais en réalité déjà prêts, la troisième fabriquée avec les tableaux adressés à l'Atlantic Monthly, et la quatrième, la plus longue de toutes, d'après des notes de voyage, un assemblage de quelques recherches, de confiscation d'anecdotes empruntées, de beaucoup de remplissage.
Décrite comme « l'époque présente comparativement tranquille », cette phase s'avère une véritable tempête de mise en place : il s'agit d'abord de trouver la transition qui sortira le cub du fleuve pour mettre le narrateur à sa place, les deux chapitres dévolus à cette tâche s'avérant complexes à négocier : en effet, mélange du réel et de la fiction, un dénommé Brown, victime dans le premier texte, est converti en tyran dans le deuxième ; puis, démarche encore plus délicate, le cub, cible des moqueries de Bixby pour son manque de courage, se voit mué en héros protégeant son cadet Henry Clemens des vexations de Brown par une copieuse rossée ; enfin, Brown et Henry sont expulsés de l'espace narratif par le désastre du SS Pennsylvania en juin 1858, pris lors de sa première année dans un ouragan au cours duquel les chaudières explosent à soixante milles de Memphis, ce qui entraîne leur mort parmi la bonne centaine de victimes. Twain, cependant, pleurera à jamais ce jeune frère, secrétaire à bord du steamer naufragé, qu'il appelle « Mon chéri, ma fierté, ma gloire, mon tout », ; sa vie durant, le deuil et la culpabilité ne le quitteront plus, d'autant que c'est lui qui a obtenu le poste à bord du bateau pour Henry.

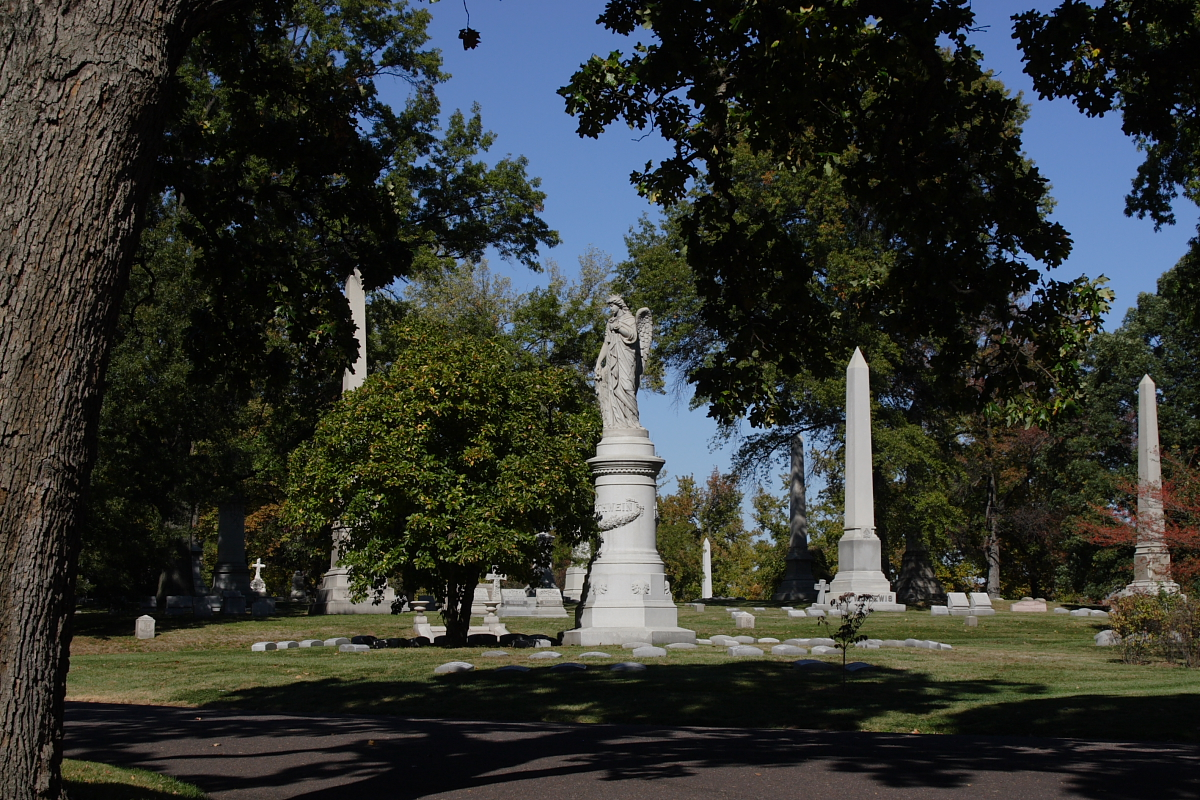
Cimetière Bellefontaine à Saint-Louis, Missouri, où repose le commandant Isaiah Sellers.

Restent les vingt et une années écoulées depuis qu'il a quitté le fleuve et y est revenu : l'affaire est réglée en un chapitre (XXI) où il est énoncé qu'il a successivement exercé les métiers de mineur, de reporter, d'envoyé spécial à Hawaï, de correspondant itinérant en Terre sainte, de conférencier, d'écrivain. En revanche, pas un mot sur son engagement chez les confédérés ou la découverte de son pseudonyme. Pour cela, il faut attendre le chapitre L où, assertion invérifiable et non universellement acceptée par les spécialistes pour des raisons surtout chronologiques, Twain évoque son « cri de guerre » [sic] « dans la réalité » (war cry in reality), la signature « Mark Twain » qu'un certain Isaiah Sellers, commandant de navire fluvial et déclaré « le mathusalem des pilotes » (vers 1802-1864), avait apposée au bas de quelques paragraphes sur le fleuve régulièrement confiés au Picayune de La Nouvelle-Orléans et à un magazine de Saint-Louis ; Samuel Clemens s'est pris à parodier ces écrits et du coup aurait accaparé le pseudonyme. Dans son Autobiographie, Mark Twain raconte cette affaire qu'avec le recul il regrette amèrement, jugeant sa satire à l'égard du vieux pilote unanimement respecté, violente, cruelle et gratuite. D'ailleurs, l'homme ne s'en remettra pas et la blessure infligée le cloîtrera chez lui sans qu'il n'écrive plus aucune ligne sur le Mississippi qu'il connaissait si bien.
Mark Twain ajoute qu'il s'est efforcé de faire de ce nom « un signe, un symbole, une garantie que tout ce qui paraît sous cette signature peut être assuré d'être la vérité et rien que la vérité »,,.

## Aspect documentaire deLa Vie sur le Mississippi

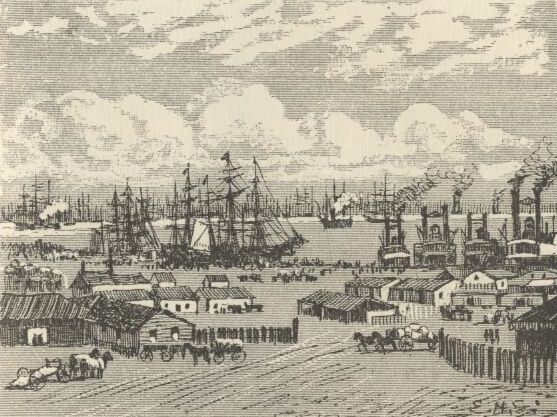
Après la solitude du fleuve, l'effervescence du grand port.

Les grands romans de Mark Twain utilisaient le fleuve comme toile de fond pour des scènes décrivant la vie du Midwest avant la guerre civile. Dans ces années 1840, le Mississippi exerçait une hégémonie pour la déportation des esclaves et jouissait du statut de symbole dominant du progrès au sein des provinces de l'Ouest.
Dans La Vie sur le Mississippi, Mark Twain retrouve d'abord, avec une grande partie de son enfance et de sa jeunesse, l'atmosphère du temps passé, l'excitation ressentie à l'arrivée d'un steamer au quai d'une bourgade endormie, les ivrognes sortant des cabarets, les gens du peuple de leur maison ou leur atelier, pour apercevoir de loin le panache noir de la haute cheminée, puis la cabine de pilotage, le bastingage blanc du Texas, enfin les bannières flottant au vent et les passagers en rang sur le pont. À partir du chapitre XXII, le ton change et l'effervescence laisse le pas à un certain effroi : la guerre est passée par là ; le chemin de fer a eu raison du romantisme du fleuve ; plane sur La Nouvelle-Orléans une sourde menace, mais demeurent les blagues, les légendes, les superstitions et les personnages pittoresques.
La critique contemporaine accorde plus d'importance à la richesse documentaire de l'œuvre qu'elle ne l'avait fait auparavant : Budd parle de « renseignements précieux », d'une « lecture solide » et d'une masse de données concernant « le père des fleuves » plus exacte que « des volumes de rapports statistiques », d'une « grande valeur historique […] avec des représentations dignes de confiance des mœurs, des coutumes et des changements sociaux »,.

### Originalité du livre

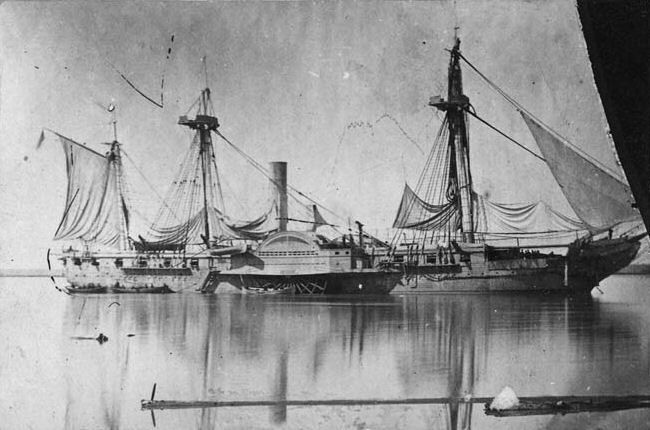
, steamer avec roues à aubes, construit en 1841 et détruit par une explosion le 14 mars 1863 devant Port Hudson.

La Vie sur le Mississippi « diffère des livres de voyage qui l'ont précédé en cela qu'il mêle l'autobiographie et la fiction du récit de voyage tout en restant éminemment ce que son titre annonce qu'il est », c'est-à-dire, une description de la vie du fleuve,.
De plus, publié un an avant Les Aventures de Huckleberry Finn et incorporant une partie de son texte, le livre offre une perspective bien différente. Passager d'un radeau de bois, Huck, qu'accompagne Jim, reste un spectateur passif, dont les mouvements se calquent sur ceux de son esquif, eux-mêmes soumis aux courants du fleuve, à sa merci et ses caprices, tempête, orage, inondation, brouillard, mais longeant des étendues d'une extrême beauté et allouant de nombreux instants de tranquillité : le radeau devient un asile pastoral au milieu d'un monde à la barbarie rampante, avec de la violence, des crimes au menu de chaque journée, et l'esclavage protégé par les lois du pays ; pourtant, la seule frayeur notable est le passage d'un vapeur, perçu de loin et toujours redouté, rompant par ses aubes qui brassent l'eau peu profonde, l'idylle flottante de Huck et de Jim engourdis et somnolents.

### Importance de la technologie
La Vie sur le Mississippi capte l'essor et le déclin de la navigation fluviale, la ligne de démarcation se situant aux années de la guerre de Sécession. Aux temps de sa splendeur, le steamer rythme la vie des bourgades limitrophes, tout excitation lorsqu'il arrive, mornes et vides après son départ. Il est partie intégrante du rêve américain qu'il représente par la grandeur, l'ouverture, l'avancée, la conquête. La fracture se manifeste au chapitre XXII à partir duquel Mark Twain se limite bien davantage à des aspects technologiques, aux progrès accomplis depuis la guerre dans les instruments de navigation, autant de facteurs limitant l'héroïsme et la grandeur du métier de pilote. Ainsi, le livre comprend une dimension matérialiste virtuellement absente, par exemple, de Huckleberry Finn où l'argent n'est qu'un mal nécessaire et ceux qui font métier de l'acquérir restent des sots ou des voyous. Désormais, le pilote travaille dans le luxe, comme d'ailleurs, par comparaison, tous les usagers de la voie fluviale. Les concepts dominants sont devenus la vitesse, l'accélération dont le pilote est l'agent principal, ce qui relègue la dérive des radeaux d'antan au rang d'anachronismes et même d'obstacles à la fluidité du trafic.

### La dictature du marché et les «manques» de l'auteur

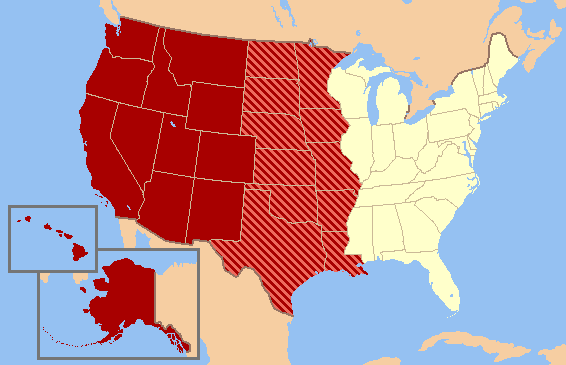
L'Ouest américain au-delà du Mississippi. Rouge foncé : états de l'Ouest (Californie, Oregon, Washington, Nevada, Idaho, Arizona, Nouveau-Mexique, Utah, Colorado, Wyoming, Montana, plus l'Alaska et Hawaï) ; rouge hachuré : états du Sud ou du Middle West (Texas, Louisiane, Arkansas, Oklahoma, Missouri, Kansas, Nebraska, Iowa, Dakota du Sud, Dakota du Nord, Minnesota).

Ce désir de vitesse est ancré en chaque pilote, y compris Horace Bixby qui se livre à des manœuvres audacieuses ; des courses sont organisées ou improvisées, ce qui conduit trop souvent à des désastres, explosion de chaudières, collisions. Jamais, pourtant, Mark Twain ne dit pourquoi la vitesse est devenue si obsédante, non plus qu'il ne précise la nature des cargaisons, du coton vraisemblablement ; c'est le commerce qui dicte ses lois, vite, toujours plus vite, la vitesse étant synonyme de rentabilité et de profit.
Ainsi, dans le récit de son éducation comme pilote, Mark Twain laisse un grand blanc, comme si le poste de pilotage se situait hors du monde, perché haut dans les superstructures, au « Texas », selon l'argot en vigueur,. Ce poste, conçu pour offrir la plus grande visibilité de la voie fluviale, semble bloquer la vision de l'au-delà des berges, isolant le pilote de la réalité, en particulier du commerce si vivace qui s'y tient et qui, dans la partie post bellum du récit devient très prégnant. C'est en effet à partir du jour où il quitte la cabine pour se lancer dans les affaires, désormais purifiées de l'esclavage et de ses tares, que Mark Twain se confronte — et confronte son lecteur — à la vie marchande du fleuve.
Cet accent mis sur le commerce dans la deuxième partie est sans doute un contrepoids sous-jacent aux éléments autobiographiques contenus dans la première. À partir de 1885, Samuel Clemens se trouvait engagé dans des investissements d'abord lucratifs, mais qui finirent par le ruiner. Cette préoccupation, devenue comme une seconde nature, contamine jusqu'à son style : aussi est-il dit que les mouvements de terrain ont contraint des îles entières « à se retirer des affaires » (retire from business), que des villes et des plantations « se sont repliées à la campagne » (retire to the country), etc. Déduisant certaines conclusions plutôt hardies de données scientifiques mineures, Mark Twain s'exclame plaisamment qu'il « tire des profits de grossiste […] d'investissements factuels a minima »,. Ce déploiement de figures de style commerciales révèle l'attitude de l'auteur envers son matériau, l'espoir d'un avantage conséquent à partir d'une mise dérisoire.
La Vie sur le Mississippi est donc en soi un artefact culturel, sans doute anachronique mais important, qui à l'instar des steamers du fleuve, offre un extérieur tout en dorures cachant une réalité plus sombre et moins reluisante. Davy Crockett, en son temps fut célébré en héros de l'expansion vers l'Ouest, avec son noir cortège d'esclavagisme : demeure en effet ce fangeux reflet dans les eaux historiques de la grande voie fluviale que chante Mark Twain en 1883.

### La question du racisme et de l'antisémitisme
Le sujet de l'esclavage tient beaucoup de place dans l'œuvre de Mark Twain et La Vie sur le Mississippi en porte quelques reflets. La querelle critique parfois faite sur un possible racisme envers les Amérindiens et la question noire, fondée surtout sur l'usage de mots aujourd'hui bannis mais alors courants, en particulier negroes et niggers, paraît vaine et illégitime : il est prouvé, par des témoignages, par ses écrits, qu'il avait l'esclavage en horreur, de même qu'il ne comprenait pas le mépris des hommes en raison de leurs origines, et il s'en est éloquemment expliqué, surtout dans son Autobiographie : son grand ami John T. Lewis se trouvait être afro-américain, modèle du Jim de Huckleberry Finn, et s'il le campe avec succès, il n'a eu de cesse d'en louer avec émotion l'honnêteté, l'intelligence humaine et la bonté. Son confident William Dean Howells disait de lui qu'il était « le plus désuditarisé des hommes du Sud que j'aie jamais connus […] Il n'est personne pour avoir mieux ressenti l'esclavage et l'avoir plus abhorré »,. Sa mère, puis sa belle-famille étaient abolitionnistes et sa voisine de Hartford se trouvait n'être autre que l'auteur de La Case de l'oncle Tom. Il n'est donc pas surprenant qu'en son âge adulte, il s'en fût retourné dans son pays natal avec des émotions mêlées et même conflictuelles, nostalgie et hostilité, affection et colère.
Au chapitre XXVIII de La Vie sur le Mississippi, Mark Twain décrit assez brièvement un juif dont le métier est de prêter de l'argent : le ton reste neutre, mais le problème de l'usure est évoqué et le personnage, sous sa plume, devient un rapace du gain, surtout à l'encontre des Noirs, ce qui n'est pas sans provoquer quelques remous. Manifestement, l'auteur cède aux préjugés ambiants : d'ailleurs, l'illustration accompagnant l'épisode, reprenant les clichés morphologiques ayant de tout temps servi l'antisémitisme, accentue la critique implicite. Cependant, Mark Twain s'est âprement défendu d'entretenir tout sentiment contraire à la morale de la personne humaine : « Je suis absolument certain que je n'éprouve aucun préjugé racial et je pense que je n'en ai ni pour la couleur ni pour les croyances, j'en suis sûr. Je m'accommode de toute communauté. Tout ce qui m'importe chez quelqu'un, c'est que c'est un être humain, cela me suffit. »,.

## Style de Mark Twain dansLa Vie sur le Mississippi

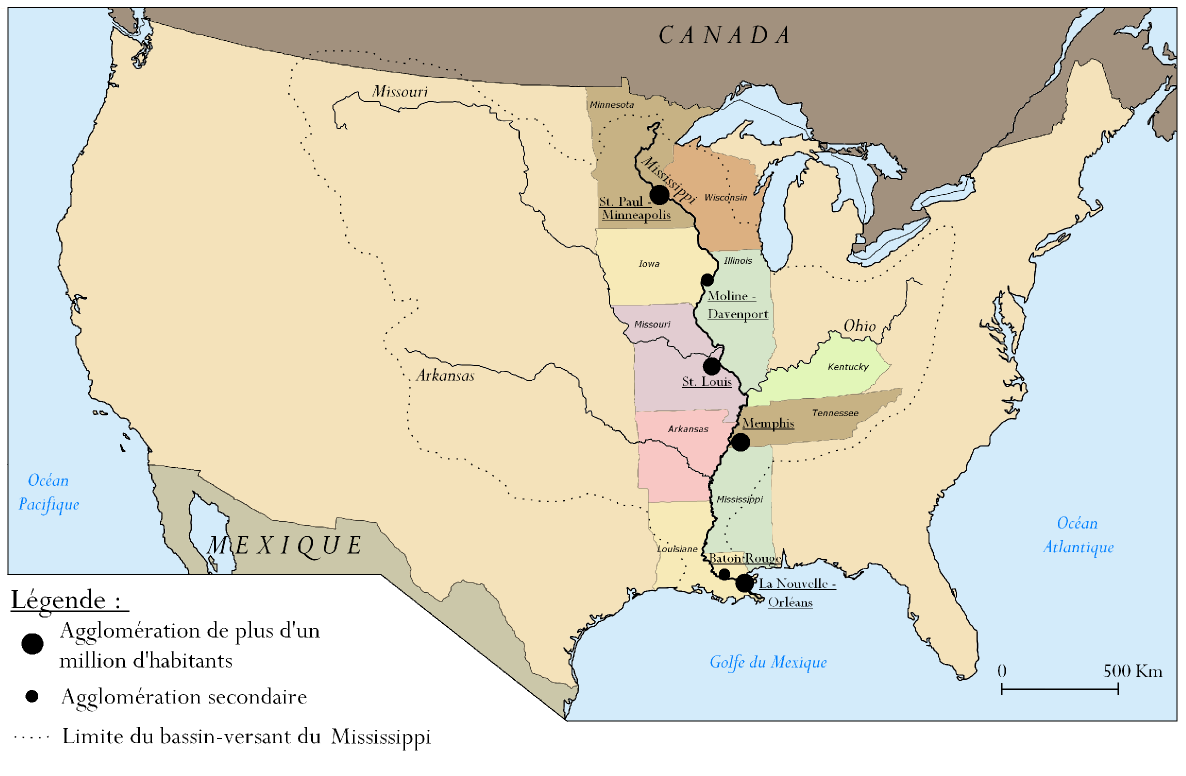
Bassin hydrographique du Mississippi.

La plus récente partie de La Vie sur le Mississippi peut seulement paraître une accumulation et une exploitation astucieuses de toutes sortes de récits : celui du propre passé de l'auteur camouflé en expérience présente, les « émotions » éprouvées par des voyageurs européens envers le fleuve, l'anecdote du pilote essayant de tirer le narrateur de l'incognito dans lequel il s'est futilement réfugié, la lettre fabriquée d'un soi-disant criminel repenti, les fausses pages prétendument rédigées par des spiritualistes en mal de conversation avec les morts, les mensonges des colporteurs essayant de faire passer un mélange de margarine et d'huile de coton pour de l'« oléobeurre » (oleobutter) à base d'huile d'olive, les histoires sans fin de parieurs grugeant leurs confrères, les légendes de vierges indiennes, etc.
Petr Barta savoure cet aspect du récit et met en valeur ce qu'il appelle « l'art d'allonger les histoires » (story stretching). Il prend pour exemple le chapitre XXIV, My Incognito is Exploded, où à l'intérieur de la cabine du pilote se déroule une conversation, avec quelques apartés, durant laquelle le narrateur et le lecteur se croient en situation d'ironie dramatique, puisque eux seuls sont censés connaître l'identité de l'illustre visiteur, mais s'aperçoivent à la fin de l'entretien qu'ils ont été gentiment bernés, le pilote ayant d'emblée reconnu Mark Twain et mené le jeu de bout en bout.
Pour autant, commente James M. Cox, surnageant de cet entrelacs en apparence inutile de racontars, de plaisanteries plaquées, de bavardage épars, le lecteur rencontre une critique pénétrante des ouvrages écrits sur le fleuve, des renseignements sur la géomorphologie, des commentaires sur les façons d'être de la vallée, des éclairages sur la littérature et l'art américains d'avant et après la guerre civile.

### L'irrésistible foisonnement du style
Mark Twain aime les mots dont, d'ailleurs, il fait des listes depuis son enfance, en anglais comme dans beaucoup d'autres langues, en particulier l'allemand. Tout au long de ses voyages, il a prêté une attention enthousiaste aux parlers locaux. De plus, son premier emploi l'a conduit chez un imprimeur où les fastidieuses taches du compositeur le forçaient des journées entières à aligner les petits blocs de caractères pour former mot après mot les phrases à reproduire ; de là son aversion pour les vocables longs et compliqués : pourquoi dire, a-t-il écrit, metropolis quand on a city à sa disposition, et policeman lorsque cop (« poulet ») fait aussi bien l'affaire ? En revanche, ajoute-t-il, chaque mot doit être à propos et se trouver juste à sa place, jurons y compris, dont il ne s'est jamais privé dans la vie comme dans ses livres. Les adjectifs, ce duvet poudre-aux-yeux (fluff), ne sont que parasites et il convient de leur faire une chasse impitoyable. À ce compte, les mots coulent volontiers sous sa plume, s'alignant sans effort, semblerait-il, environ cinquante pages par jour, se bousculant l'un l'autre tant l'aisance de l'écriture ou de la dictée les invite sans relâche. D'où ce foisonnement si souvent décrit pour caractériser son style, auquel s'allient la précision de l'expression, l'économie des fioritures, l'aspect cru et direct des phrases, le classicisme voisinant avec l'abondance, l'exubérance côtoyant l'exigence.
La description des préparatifs des steamers avant l'appareillage donne une idée de la richesse verbale de Mark Twain, foule pressée de mots évoquant par sa seule abondance le grouillement affairé des hommes et des choses (la traduction est empruntée, mais avec quelques amendements, à Bernard Dhuick et Danièle Frison, Le Long du Mississippi) :
| « It was always the custom for the boats to leave New Orleans between four and five o'clock in the afternoon. From three o'clock onward they would be burning rosin and pitch pine (the sign of preparation) , and so one had the picturesque spectacle of a rank, some two or three miles long, of tall, ascending columns of coal-black smoke; a colonnade which supported a sable roof of the same smoke blended together and spreading abroad over the city. Every outward-bound boat had its flag flying at the jack-staff, and sometimes a duplicate on the verge staff astern. Two or three miles of mates were commanding and swearing with more than usual emphasis; countless processions of freight barrels and boxes were spinning athwart the levee and flying aboard the stage-planks, belated passengers were dodging and skipping among these frantic things, hoping to reach the forecastle companion way alive, but having their doubts about it; women with reticules and bandboxes were trying to keep up with husbands freighted with carpet-sacks and crying babies, and making a failure of it by losing their heads in the whirl and roar and general distraction; drays and baggage-vans were clattering hither and thither in a wild hurry, every now and then getting blocked and jammed together, and then during ten seconds one could not see them for the profanity, except vaguely and dimly; every windlass connected with every forehatch, from one end of that long array of steamboats to the other, was keeping up a deafening whiz and whir, lowering freight into the hold, and the half-naked crews of perspiring negroes that worked them were roaring such songs as ‘De Las’ Sack! De Las’ Sack!’—inspired to unimaginable exaltation by the chaos of turmoil and racket that was driving everybody else mad. By this time the hurricane and boiler decks of the steamers would be packed and black with passengers. The ‘last bells’ would begin to clang, all down the line, and then the powwow seemed to double; in a moment or two the final warning came,—a simultaneous din of Chinese gongs, with the cry, ‘All dat ain’t goin’, please to git asho’!’—and behold, the powwow quadrupled! People came swarming ashore, overturning excited stragglers that were trying to swarm aboard. One more moment later a long array of stage-planks was being hauled in, each with its customary latest passenger clinging to the end of it with teeth, nails, and everything else, and the customary latest procrastinator making a wild spring shoreward over his head. » | « C'était toujours la règle pour les bateaux de quitter La Nouvelle-Orléans entre quatre et cinq heures de l'après-midi. À partir de trois heures, ils brûlaient sans discontinuer du pin et du pitch-pin (preuve des préparatifs du départ), ce qui donnait ce spectacle pittoresque, sur une rangée longue de deux ou trois milles, de hautes colonnes montantes de fumée charbonneuse, colonnades soutenant une voûte d'ébène où les volutes se mêlaient avant de recouvrir la ville. Tous les bateaux en partance avaient déployé leur pavillon au beaupré et parfois un autre au mât d'artimon à l'arrière. Sur deux ou trois milles, les seconds lançaient ordres et jurons avec plus de force qu'à l'accoutumée ; d'innombrables processions de caisses et de barils prêts à charger se déplaçaient à toute allure en travers du quai et volaient à bord par les passerelles ; des passagers en retard se frayaient un chemin en esquivant et en évitant ces obstacles incontrôlables, avec l'espoir qui leur semblait douteux de parvenir en vie jusqu'à l'escalier des cabines sur le gaillard d'avant ; des femmes avec leur sac à main et leur carton à chapeau s'efforçaient de ne pas se laisser distancer par des maris encombrés de sacs de voyage et de bébés qui piaillaient ; elles n'y parvenaient point car elles perdaient tout leur sang-froid dans le brouhaha, dans le tumulte et dans l'affolement qui les entouraient ; des charrettes et des chariots chargés de bagages allaient et venaient à toute allure dans tous les sens avec force bruit de roues et de sabots ferrés et à tous les instants se trouvaient bloqués et encastrés et alors pendant dix secondes rien n'était plus perçu sinon vaguement et indistinctement en raison de la quantité de jurons échangés ; tous les treuils reliés à toutes les écoutilles avant, d'un bout à l'autre de cette longue file de vapeurs, ne cessaient de tourner avec des sifflements et des vrombissements assourdissants, faisant descendre dans les cales les cargaisons que les équipes de dockers noirs à demi-nus et en sueur transbordaient en chantant à tue-tête des airs tels que « Et v'là le dernier sac ! Le dernier sac ! » — inspirés jusqu'à en être exaltés comme on ne peut pas l'imaginer par la confusion que créaient le vacarme et l'effervescence rendant aussi tous les gens alentour hallucinés. À ce moment-là, le pont supérieur et le pont de la chaudière étaient bondés et noirs de monde. Les « dernières cloches » se mettaient à tinter tout le long de la file, et alors le charivari semblait redoubler ; un instant ou deux plus tard retentissait le signal final du départ — tintamarre provenant de tous les gongs chinois en même temps, accompagné de l'annonce « Tous ceux qui n'partent pas sont priés d'redescendre à terre » — et alors le volume du tumulte se multipliait par quatre. Une nuée de gens se pressait pour regagner le rivage, bousculant la nuée des retardataires qui, dans un état de surexcitation, tentait de monter à bord. Un instant plus tard, on remontait la longue série de passerelles ; à chaque extrémité d'entre elles, l'habituel passager de la dernière heure s'accrochait bec et ongles et par tous les autres moyens, tandis que l'habituel traînard sautait d'un bond périlleux par-dessus la tête du premier pour rejoindre le quai. » |

Le réalisme s'impose ici par l'accumulation tendant à créer un effet de réel, selon la terminologie de Roland Barthes, affirmation de la contiguïté entre le texte et le monde concret, à cette différence près que l'action est en marche au lieu de faire une pause. Le point de vue est celui du narrateur omniscient qui regarde et entend chaque chose, jugeant de leurs effets par les physionomies des personnages concernés : empressement, culot, angoisse, assourdissement, affolement. Seules de rares focalisations internes, restant d'ailleurs discrètes, viennent rompre le schéma narratif : ainsi l'usage du participe passé adjectival « inspirés » (inspired) pour rendre l'exaltation du chant rythmé des dockers noirs balançant les balles de marchandise et les barriques au fond des cales.
À cette multiplication de plus en plus rapide des faits et gestes décrits, des scènes dépeintes, correspond un déluge de mots accumulés, se pressant les uns à la suite des autres, comme agglomérés par une ponctuation spartiate, série de noms communs reliés ou non par des conjonctions de coordination, verbes, souvent évocateurs du grouillement, de l'essaim, du fourmillement, s'associant en trios, adjectifs et pronoms indéfinis rappelant la totalité, all, each, réitérés à chaque coin de phrase, l'insistance sur l'entassement et le cramponnement, le croisement de la verticalité et de l'horizontalité, ascension, descente et traversée, l'extension de la file des steamers mentionnée trois fois, la foule des personnes et des choses saisie d'un mouvement constant et progressif qui gagne en puissance pour culminer, caméra emballée, en une chorégraphie effrénée, digne de la commedia dell'arte ou d'un film de Buster Keaton.
Au mouvement se joint le bruit, lui aussi dynamique, s'intensifiant sans cesse, passant du vacarme au tohu-bohu, du tintamarre au charivari, de plus en plus strident, cacophonique et assourdissant, alors que se mêlent cris, jurons, sirènes, cloches et gongs : les passagers ou leurs accompagnateurs en restent « hallucinés » (mad), et le lecteur n'est pas en reste qui se voit ainsi bombardé d'une avalanche verbale, « divine jactance » touchant à la démesure : l'anarchie s'est emparée des quais et des phrases, puis, après un dernier spasme, se pose le long point d'orgue du départ ; ce n'est pas pour rien que Mark Twain a été décrit comme le « centaure », le « bison hirsute », le « geyser » de la littérature américaine.

### Le leurre narratif: de l'épopée au mythe

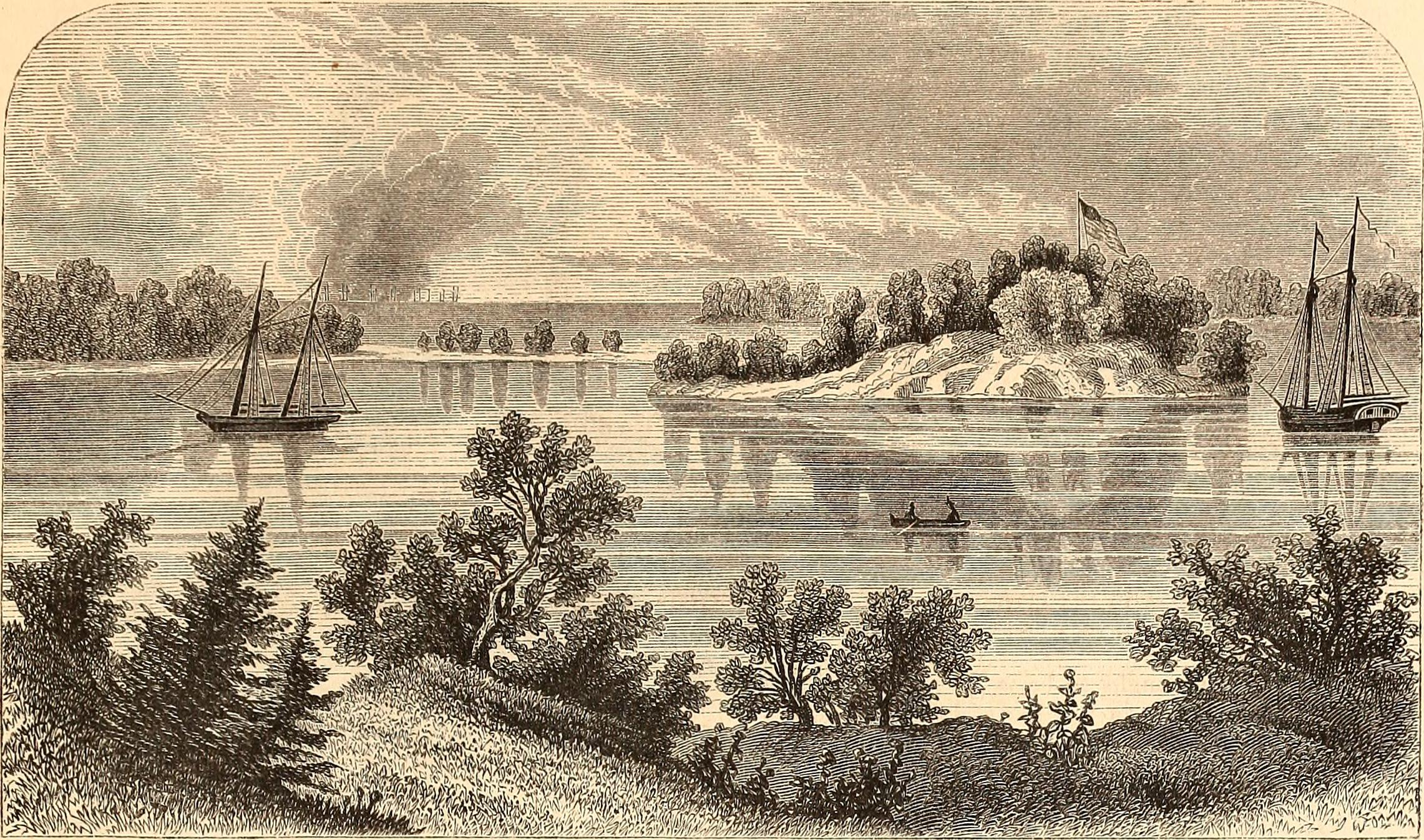
Illustration du Harper's new monthly magazine (1850).

Mark Twain a une façon fièrement épique de se référer au Mississippi : en témoigne d'emblée le texte mis en exergue du récit proprement dit, publié par le Harper's Magazine en 1883, véritable inventaire en forme de panégyrique de la supériorité géographique et humaine de son bassin, surpassant tout ce qui existe dans le genre. Le texte s'intitule The Body of the Nation (« Le corps de la nation »), et il relègue les concurrents au rôle d'accessoires : deuxième après l'Amazone, bien avant le glacial Ob de Russie, le río de la Plata créé par le rio Paraná et le rio Uruguay, ou encore le Yang-tse-kiang, le Ganges, l'Indus, l'Euphrate, le Rhin. L'Europe est surclassée, la graphie en italiques utilisée soulignant s'il en était besoin le gigantisme quasi cosmique de son fleuve : cinq fois l'Autriche, plus de cinq fois l'Allemagne et l'Espagne, six fois la France et dix l'Italie ou les îles Britanniques, « de quoi subjuguer le lecteur non averti », ; à quoi s'ajoute l'exceptionnelle fertilité s'opposant aux déserts, aux plateaux venteux ou aux marais précédemment cités, assez pour nourrir une population parmi les plus denses de la planète, bref, « À coup sûr, la première résidence au monde pour l'homme civilisé »,,.
Un tel préambule claironne au monde entier la progressive mise en place d'un mythe du fleuve auquel sera très vite associé l'homme qui le décrit et le chante tout à la fois. À ce sujet, James M. Cox accorde une grande importance au premier paragraphe du récit qui reprend la teneur de la page citée supra et il attribue au style de Twain une vertu irrésistible, mais quelque peu suspecte ; après l'impressionnante galerie de données historico-géographiques d'emblée déployée, surgit en effet cette phrase :
| « No other river has so vast a drainage-basin: it draws its water supply from twenty-eight States and Territories; from Delaware, on the Atlantic seaboard, and from all the country between that and Idaho on the Pacific slope--a spread of forty-five degrees of longitude. » | « Aucun autre fleuve ne dispose d'un bassin-versant aussi vaste. Il draine son eau de vingt-huit États et territoires divers, du Delaware sur le littoral Atlantique, puis de toute l'étendue des terres plongeant vers le Pacifique jusqu'à l'Idaho, soit un espace de quarante-cinq degrés de longitude. » |

Il y a là une force de persuasion que James M. Cox considère comme le « cœur même du leurre narratif » (narrative deception) chez Mark Twain. Le Delaware est bien sur la côte atlantique, mais ne fait pas partie du bassin du Mississippi : cependant, l'accroc à la vérité passe inaperçu tant est puissant le courant de l'écriture, conférant au fleuve la faculté d'arracher le petit État pour le drainer vers l'Ouest. L'immense Mississippi semble alors aux ordres d'une divinité tutélaire, capable d'en façonner jusqu'au cours par le subterfuge de ce que Swift appelait « le mensonge de la langue » (the fallen tongue),,,,,.
Mark Twain avait besoin de ce fleuve au cœur même de sa province, solitaire, monotone, sauvage, fleuve de vie, à jamais changeant, dont il suit le courant, le mêlant à celui de sa mémoire, de son imagination, de son ambition ; et de ces lieux retrouvés, son livre absorbe en même temps qu'il la façonne toute la puissante majesté de leur légende associée.

### Les principaux procédés
L'une des forces principales du style de Mark Twain est son art du dialogue où il présente de nombreuses formes de langage correspondant aux différents personnages mis en scène, y compris les Afro-américains,. De fait, il est l'un des premiers écrivains à avoir capté avec exactitude le parler des esclaves et des affranchis, et plus généralement à avoir su rendre de façon convaincante le discours et l'accent du Sud.
Dans les premières pages de La Vie sur le Mississippi se trouve inclus un passage écrit au cours des cinq ou six années de la mise au point des Aventures de Huckleberry Finn (1884-1885), décrivant « à la perfection » (to perfection), selon Stephen Holliday, les manières rurales de s'exprimer du XIXe siècle, avec un échange tenant d'une sorte de rude badinage entre Huck et Jim, réplique des schémas linguistiques propres aux Blancs et aux Noirs. Il s'agit là d'un effort de vraisemblance, la mise en œuvre d'un effet de réel qui se retrouve dans la plus grande part du récit. Un peu plus loin, par exemple, Mark Twain décrit l'une de ses toutes premières expériences comme apprenti pilote et il imagine les façons de solliciter l'accomplissement d'une tâche selon qu'elle émane d'un terrien ou du second (mate) d'un steamer. Il s'agit de déplacer de deux pieds vers l'avant une passerelle d'embarquement : « Le terrien moyen, s'il désirait que la passerelle fût un peu bougée vers l'avant, dirait sans doute « James, ou William, l'un de vous, s'il vous plaît, poussez la passerelle vers l'avant ». Le second, lui, aboierait « Eh là, mettez-moi cette passerelle plus en avant ! Allez, du nerf ! Qu'est-ce que vous fichez ! Tirez-la, tirez-la ! Vers l'avant, plus vers l'avant ! Putain de merde ! Vous roupillez ou quoi ? Mais où t'es parti avec ce tonneau ? Vers l'avant, que j'te dis ! J'vais finir par t'la faire avaler, la passerelle, toi espèce de doublure de face de crabe et de cheval à corbillard bancal. »,, et de conclure : « Comme j'aimerais savoir parler comme ça ! »,.
De fait, Mark Twain était réputé pour ses jurons, découverts pendant son apprentissage sur le fleuve et à jamais proférés, au grand amusement de sa servante Katy Leary qui les trouvait « angéliques » (he swore like an angel), et que son épouse avait appris à tolérer ; il ne faisait par là que mettre en pratique le précepte qu'il avait lui-même formulé dans La Tragédie de Pudd’nhead Wilson et la comédie des deux jumeaux extraordinaires : « En certaines circonstances éprouvantes, dans l'urgence, des situations désespérées, des obscénités apportent un soulagement que même la prière ne connaît pas. »,.

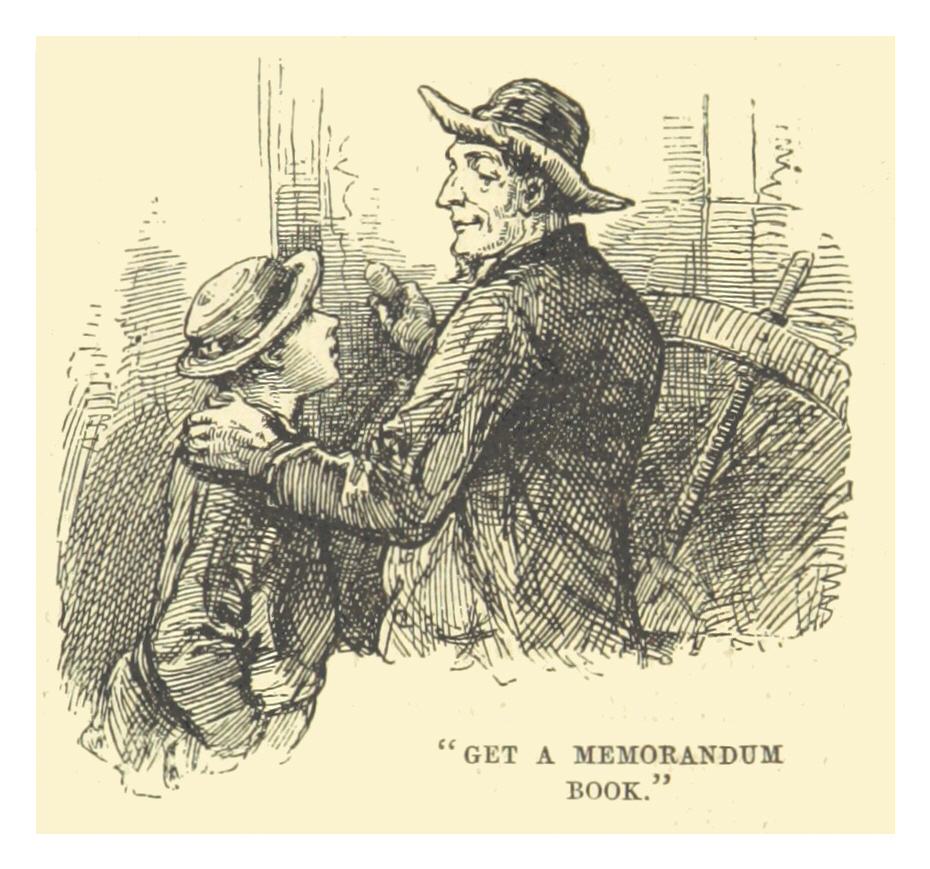
« Mon gars, procure-toi un carnet de notes ».

Tout au long de son texte, Mark Twain multiplie les métaphores pour peindre des tableaux très imagés qui résument à eux seuls une situation particulière : ainsi, lors de son apprentissage, le cub reçoit une leçon de son maître et l'oublie aussitôt. « Pourquoi crois-tu que je t'ai donné le nom de tous ces endroits ? — Je réfléchis un moment en tremblant — Eh ben, pour me faire plaisir, j'pense »,, et bien vite, le narrateur reprend le fil du discours : « C'était comme agiter le chiffon rouge devant le taureau »,, car s'ensuit une mémorable colère de Bixby, après quoi vient le conseil apaisé : « Mon gars, procure-toi un carnet de notes, et chaque fois que je te dis quelque chose, note-le. Il n'y a qu'une manière de devenir pilote, c'est de connaître le fleuve par cœur. Il faut le savoir comme l'alphabet. »,.
La métaphore principale courant tout au long du récit est celle du livre : le fleuve se lit comme tel et cette lecture est particulièrement longue et ardue à apprendre, puis à pratiquer. Une fois maîtrisée, cependant, c'est une source constante d'émerveillement (wonderment) que le style de Mark Twain, avec toute sa fougue, sa rudesse et son perpétuel élan, sait faire partager au plus sceptique des lecteurs.

## Adaptations
En 1980, La Vie sur le Mississippi a été adapté par Peter H. Hunt en téléfilm pour la chaîne Public Television, avec David Knell en Sam Clemens et Robert Lansing en Horace Ezra Bixby. Le scénariste a choisi de nombreuses histoires racontées dans le texte et les a incorporées à un récit fictif.
En 2010, l'ouvrage a été repris en comédie musicale avec paroles et chants écrits par Douglas M. Parker sur des musiques de Denver Casado, production montée la même année à Kansas City et Door County, Wisconsin.
En 2012, une nouvelle comédie musicale a vu le jour sur des paroles et des musiques de Philip W. Hall pour le WorkShop Theater. Sam est interprété par Andrew Hubacher et Henry par Zachary Sayle ; le rôle du mentor Horace Bixby est dévolu à Jeff Paul et celui de Brown à Mark Coffin. L'ensemble a été mis en scène par Susana Frazer, les décors sont dus à John McDermott, la direction musicale est confiée à Fran Minarik et les costumes sont l'œuvre d'Annette Westerby,.

## Annexes

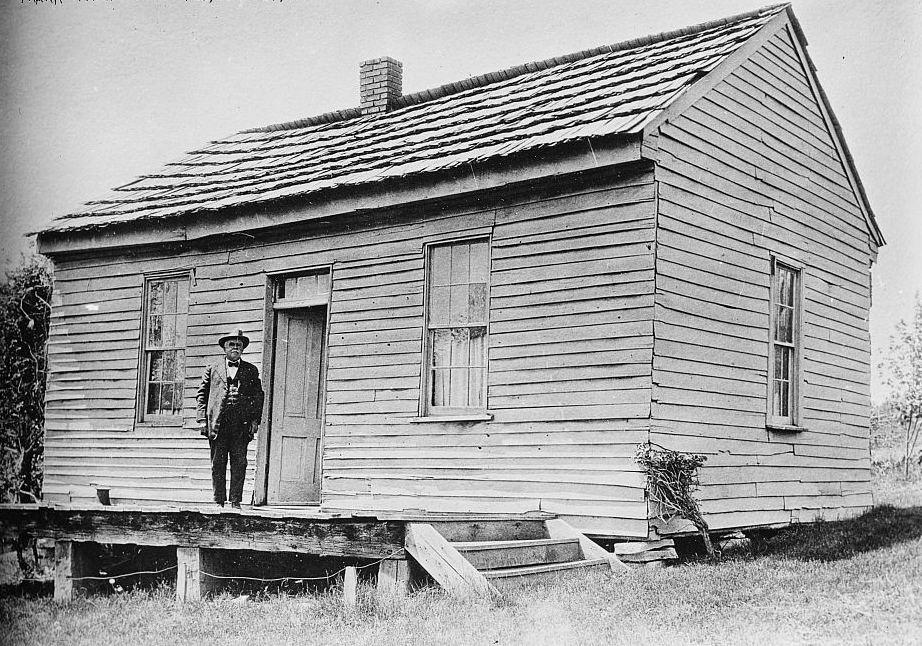
Maison où est né Mark Twain à Florida, Mi.

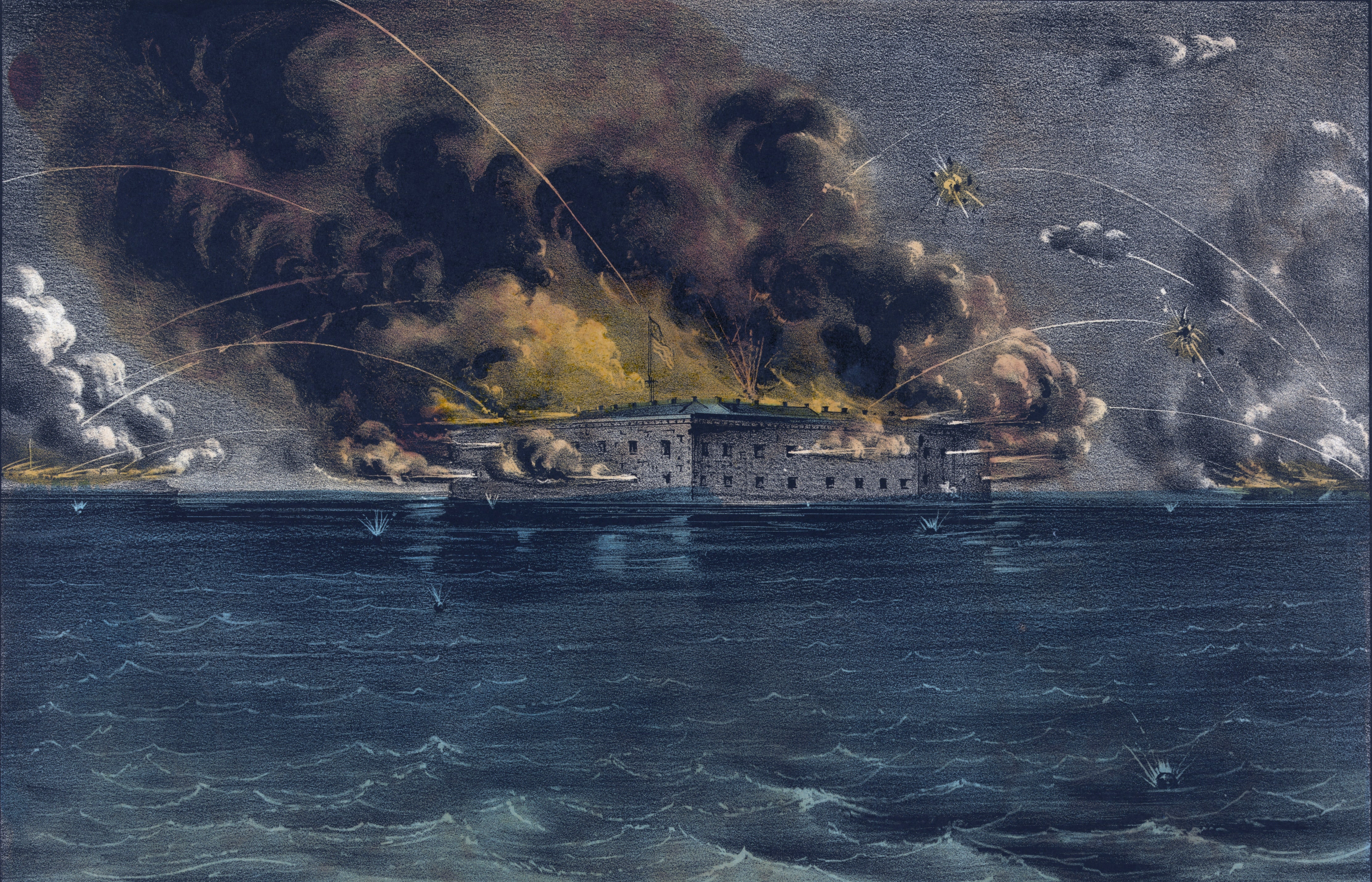
Bombardement du Fort Sumter par les Confédérés.

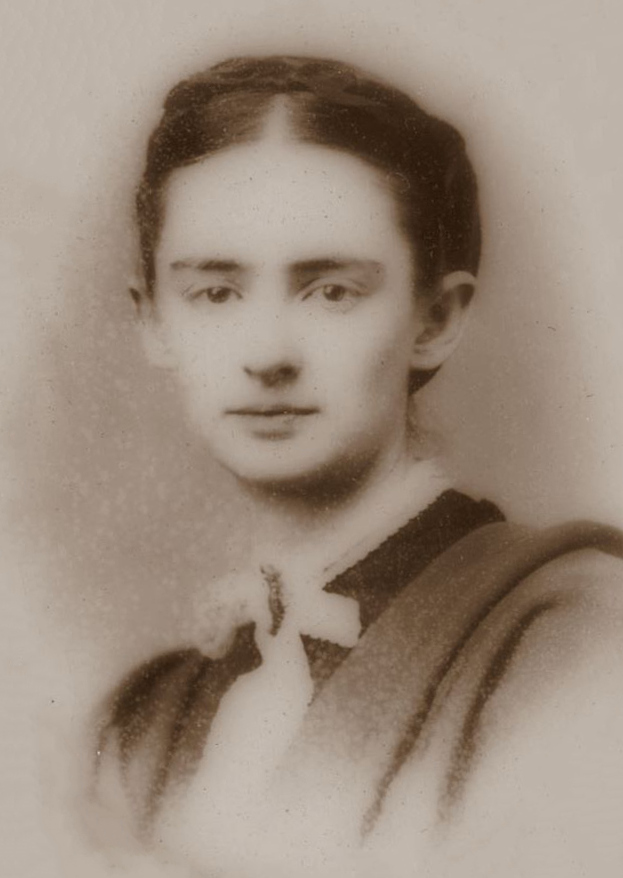
Olivia Langdon Clemens à environ vingt-trois ans.

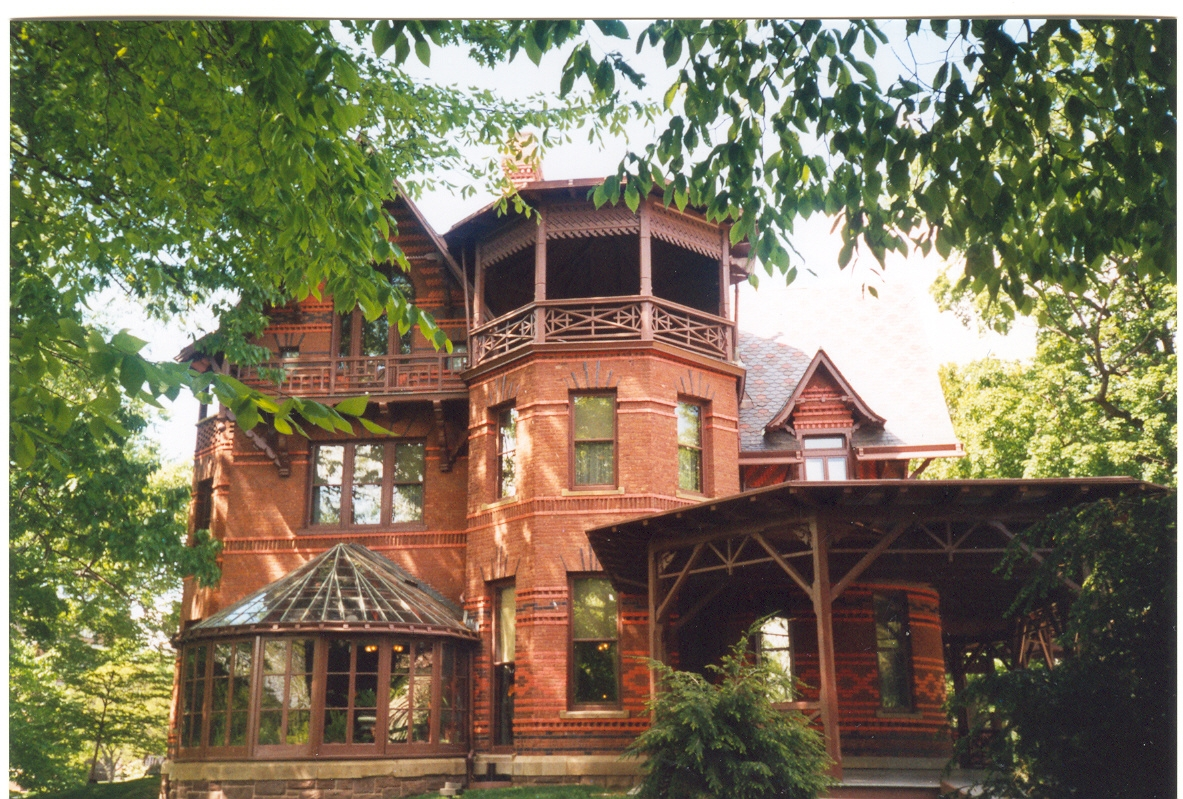
Maison de Mark Twain à Hartford, Conn..

#### Texte
- (en) Mark Twain, Life on the Mississippi, Boston, James R. Osgood, 12 mai 1883.
- (en) Mark Twain et James M. Cox, Life on the Mississippi, New York, Penguin Classics, coll. « Pengin Classics », 1986, 450 p. (ISBN 978-0-14-039050-6), introduction et notes par James M. Cox, texte de référence.
- (en) Mark Twain, Life on the Mississippi, Londres, Signet Classics, 2012, 374 p. (ISBN 9780451531209), introduction par Justin Kaplan, postface par John Seelye.
- (en) Mark Twain et Petr Barta, Life on the Mississippi, Ware, Wordsworth Editions Limited, coll. « Wordsworth Classics », 2012, 412 p. (ISBN 9781840226836), introduction et notes par Petr Barta.

#### Traductions
- (fr) Mark Twain (trad. Bernard Blanc), La Vie sur le Mississippi, tome 1, Paris, Payot, coll. « Petite Bibliothèque Payot/Voyageurs », 2001 et 2003, 230 p. (ISBN 2228894427)
- (fr) Mark Twain (trad. Bernard Blanc), La Vie sur le Mississippi, tome 2, Paris, Payot, coll. « Petite Bibliothèque Payot/Voyageurs », 2001 et 2003, 456 p. (ISBN 2228897477)
- (fr) Mark Twain (trad. Thierry Marignac), La Vie sur le Mississippi (extraits), Paris, Omnibus, 2010
- (en + fr) Mark Twain (Dhuick et Frison) (trad. Bernard Dhuicq et Danièle Frison), Le Long du Mississippi (extraits), Paris, Pocket, coll. « Pocket Langues pour tous », 2010, 318 p. (ISBN 2266138669), choix, notes et introduction par Bernard Dhuicq et Danièle Frison.
- (fr) Mark Twain (trad. Philippe Jaworski avec Thomas Constantinesco), Œuvres, Paris, Gallimard, coll. « Bibliothèque de la Pléiade, N° 604 », 2015, 1648 p. (ISBN 9782070143757), « La Vie sur le Mississippi »

#### Autres ouvrages de voyage (en traduction)
- (fr) Mark Twain (trad. non mentionné), À la dure, dans les mines d’argent du Nevada, Paris, Payot, coll. « Petite Bibliothèque Payot/Voyageurs », 1995, 324 p. (ISBN 2-228-88734-X), chap. 217
- (fr) Mark Twain (trad. non mentionné), Le Voyage des Innocents, Paris, Payot, coll. « « À travers le monde », Petite Bibliothèque Payot/Voyageurs », 1995, 526 p. (ISBN 2-228-88950-4), chap. 259

#### Correspondance et autobiographie
La série Mark Twain's Papers comprend la plus grande partie des lettres de Mark Twain et rassemble les différents volumes composant son Autobiographie proprement dite. Cette œuvre constitue un ensemble de textes écrits ou dictés, dont des chapitres furent publiés dans le North American Review en 1906-1907, puis partiellement en 1924 par A. B. Paine chez Harper's, et qui connut plusieurs autres éditions au cours du XXe siècle.
Les volumes cités infra sont présentés et revus sous la responsabilité d'un nombre considérable d'éditeurs de texte (editors), qu'il est impossible de citer.
N. B. : à de rares exceptions près, les écrits de Mark Twain sont surtout d'essence autobiographique, récits de voyage ou romans, La Vie sur le Mississippi inclus.

##### Correspondance
Il existe de nombreux recueils de la correspondance de Mark Twain, dont plusieurs sont cités dans la bibliographie établie par Petr Barta. Seuls sont mentionnés infra ceux auxquels cet article s'est référé et une version facilement consultable en ligne.
- (en) R. Kent Rasmussen, Mark Twain, Autobiographical Writings, Londres, Penguin Classics, 2012, 544 p. (ISBN 0143106678), « Introduction », p. vii-xxxv
- (en) Mark Twain, Mark Twain's Letters, coll. « Mark Twain Classic Literature Library », 1907, lire en ligne : « Correspondance », sur Mark Twain Classic Literature Library (consulté le 7 janvier 2016).
- « Mark Twain's Letters » (consulté le 12 février 2016).

##### Autobiographie
Textes originaux en anglais
- (en) Mark Twain, Autobiography of Mark Twain, Berkeley et Los Angeles, Londres, University of California Press, 2012, 414 p. (ISBN 0520272250), premier volume.
- (en) Mark Twain, Autobiography of Mark Twain, Berkeley et Los Angeles, Londres, University of California Press, 2012, 792 p. (ISBN 0520267192), deuxième volume.
- (en) Mark Twain, Autobiography of Mark Twain, Berkeley et Los Angeles, Londres, University of California Press, 2015, 792 p. (ISBN 0520279948), troisième volume.

Traductions en français
- (en) Mark Twain (trad. Béatrice Vierne, préf. Stephen Vizinczey), Autobiographie, Monaco, Éditions du Rocher, coll. « Anatolia (Monaco) », 2003, 572 p. (ISBN 2-268-04397-5, ISSN 1726-2119), textes édités selon l’ordre chronologique.
- (en) Mark Twain (trad. Bernard Hœpffner, préf. Harriet Elinor Smith), L'Autobiographie de Mark Twain : Une histoire américaine, Auch, Tristram, coll. « Littérature étrangère », 2012, 823 p. (ISBN 2-907-68196-6), premier volume.
- (en) Mark Twain (trad. Bernard Hoepffner), L'Autobiographie de Mark Twain : Une histoire américaine, Auch, Tristram, coll. « Littérature étrangère », 2012, 850 p. (ISBN 2367190445), deuxième volume.

#### Ouvrages généraux sur Mark Twain et sa métamorphose en écrivain

##### Biographies
- (en) Ron Powers, Dangerous Waters: A Biography of the Boy Who Became Mark Twain, New York, Harper and Brothers, 1912, xxx + 848
- (en) Albert Bigelow Paine, Mark Twain, A Biography: The Personal and Literary Life of Samuel Langhorne Clemens, vol. 3, Minneapolis, Qontro Classics Publisher, Filiquarian Publishing, 2011

##### Études critiques
- (en) Van Wyck Brooks, The Ordeal of Mark Twain, New York, Kessinger Publishing, LLC, 2010, 278 p. (ISBN 1163943894), facsimilé de la première publication par Dutton, 1920.
- (en) Paul Fatout, « Mark Twain's Nom de Plume », American Literature, Durham, NC, Duke University Press, no 34,‎ 1964, extrait en ligne : « Mark Twain, « nom de plume » » (consulté le 31 janvier 2016).
- (fr) Bernard Poli, Mark Twain, écrivain de l'Ouest; régionalisme et humour, Paris, Presses universitaires de France, 1965, 507 p. (OCLC 23428758)
- (en) Robert Giddings, éd., Mark Twain: A Sumptuous Variety, Londres, Vision Press, 1985
- (en) Justin Kaplan, Mr. Clemens and Mark Twain, New York, Simon & Schuster, 1991, 432 p. (ISBN 0671748076), parution originale en 1966.
- (fr) Bernard De Voto (trad. Marie-Jean Béraud-Villars), L'Amérique de Mark Twain [« Mark Twain's America »], Paris, Seghers, 1966, 384 p. (OCLC 460095858, BNF 32981673), p. 104
- (en) J.R. Le Master et James D. Wilson, The Mark Twain Encyclopedia, New York, Garland, 1993 (ISBN 0-8240-7212-X),
- (en) Eric J. Sundquist, éd., Mark Twain: A Collection of Critical Essays, Englewood Cliffs, Prentice Hall, coll. « New Century Views », 1994, vi + 204 (ISBN 0-13-564170-5).
- (en) Forest G. Robinson, The Cambridge Companion to Mark Twain, Cambridge et New York, Cambridge University Press, 1995, 284 p. (ISBN 9780521445931).
- (en) Bruce Michelson, Mark Twain on the Loose: A Comic Writer and the American Self, Amherst, University of Massachusetts Press, 1995, 288 p. (ISBN 0870239678).
- (en) Laura E. Skandera Trombmey et Michael J. Kiskis, éd., Constructing Mark Twain : New Directions in Scholarship (MARK TWAIN & HIS CIRCLE), Columbia et Londres, University of Missouri Press, 2002, 264 p. (ISBN 0826213774).
- (en) Nicolas Witschi, « Marking Twain, From Beginning to End », Mississippi Quarterly, vol. 53, no 2,‎ printemps 2000.
- (en) Shelley Fisher Fishkin, A Historical Guide to Mark Twain, Oxford et Londres, Oxford University Press, 2002, xiii + 318 (ISBN 0195132939).
- (en) Gary Scharnhorst, « Mark Twain's Relevance Today », ASJ Occasional in American Studies Journal Papers, Albuquerque, NM, University of New Mexico Press,‎ 2014 (ISSN 2199-7268).
- (en) Pam McAllister, The Bedside, Bathtub & Armchair Companion de Mark Twain, New York et Londres, The Continuum International Publishing Group, Inc., 2008, 217 p. (ISBN 9780826418135)

#### Ouvrages et articles spécifiques surLa Vie sur le Mississippiet sujets annexes
- (en) Frederic A. Ogg, The Opening of the Mississippi: A Struggle of Supremacy in the American Interior, New York et Londres, The Macmillan Company, 1904, 657 p.
- (en) Dixon Wecter, Sam Clemens of Hannibal, Boston, Houghton Mifflin Co., 1952, xii + 340.
- (en) Walter Blair, « When was Huckleberry Finn Written? », American Literature, Durham, NC, Duke University Press, no 30,‎ 1958, p. 1-25.
- (en) Dewey Ganzel, « Twain, Travel Books, and Life on the Mississippi », American Literature, Durham, NC, Duke University Press, no 34,‎ 1962, p. 40-55.
- (en) J. Stanley Mattson, « Twain's Last Months on the Mississippi », Missouri Historical Review, vol. 62, no 4,‎ 4 juillet 1968, p. 398-409.
- (en) Guy A. Cardwell, « Life on the Mississippi: Vulgar Facts and Learned Errors », Emerson Society Quarterly, Hartford, Conn., Emerson Society, no 19,‎ 1973 (ISSN 0013-6670), p. 283-293.
- (en) Richard Pike Bissell, My Life on the Mississippi Or, Why I Am Not Mark Twain, Boston, Little, Brown, 1973, xvi et 240 (ISBN 0316096741).
- (en) Stanley Brodwin, « The Useful and Useless River : Life on the Mississippi Revisited », Studies in American Humor, American Humor Studies Association, vol. 3, no 2,‎ 1976, p. 196-208.
- (en) Edgar J. Burde, « Mark Twain: The Writer as Pilot », PMLA, New York, NY, Princeton University Press, no 93,‎ 1978, p. 878-892.
- (en) Horst H. Kruse, Mark Twain and Life on the Mississippi, Amherst, University of Massachusetts Press, 1979, xviii et 183, avant-propos de Everett Emerson.
- (en) Lin Salamo et Bernard L. Stein, Mark Twain's Notebooks and Journals, Berkeley, University of California Press, 1979.
- (en) Sara DeSaussure Davis et Philip D. Beidler, éd., The Mythologizing of Mark Twain, Tuscaloosa, Alabama, The University of Alabama Press, 1984, 208 p. (ISBN 0817302018)
- (en) Henry B. Wonham, Mark Twain and the Art of the Tall Tale, New York, Oxford University Press, 1993, 224 p. (ISBN 0195078012)
- (en) Prafulla C. Kar, Mark Twain: An Anthology of Recent Criticism (New Orientations), Delhi, Pencraft, 1992, 223 p. (ISBN 8185753008)
- (en) Louis Budd, « A Hero with Changing Faces, éd. Eric J. Sundquist », Mark Twain, A Collection of Critical Essays, Englewood Cliffs, N.J., Prentice Hall, new Century Views,‎ 1994 (ISBN 0135641705).
- (en) Nicolas Witschi, « Compte rendu de Making Mark Twain Work in the Classroom », The Mississippi Quarterly, vol. 53, no 2,‎ 2000, p. 291sq..
- (en) Laura E. Skandera Trombley et Michael J. Kiskis, Constructing Mark Twain: New Directions in Scholarship, Columbia et Londres, University of Missouri Press, 2001, ix + 252 (ISBN 0826219683).

### Citations du texte original
1. ↑  « the only being in the world to be unfettered and entirely free ».
2. ↑  « When I come to write the Mississippi book, then look out! I will spend 2 months on the rive & take notes, & I bet you I will make a standard work ».
3. ↑  « old Mississippi days of steamboating glory & grandeur as I saw them (during 5 days) from the pilot house »
4. ↑  « What a virgin subject to hurl into a magazine! ».
5. ↑  « Would you like a series of papers to run through 3 months or 6 or 9? – or about 4 months, say? ».
6. ↑  « throw a long, pliant apple-paring over your shoulder, ».
7. ↑  « Bird's Point looked as it always looked, except that the river has moved Mr. Bird's house 3/4 mile nearer to the front than it used to be ».
8. ↑  « to put the great river and its bygone ways in history in the form of a story ».
9. ↑  « An era of incredible rottenness ».
10. ↑  « When I was a boy ».
11. ↑  « I don't see how you do it. I knew all that, every word of it […] I knew the same crowd and saw the same scenes - but I could not have remembered one word of it. You have the two greates gifts of the writer, memory and imagination ».
12. ↑  « Oh! It was done beautiful - beautiful! ».
13. ↑  « My hands were in a nerveless flutter. I could not ring a bell intelligibly with them. I flew to the speaking-tube and shouted to the engineer— 'Oh, Ben, if you love me, back her! Quick, Ben! Oh, back the immortal soul out of her!' ».
14. ↑  « We dashed along without anxiety; for the hidden rock which used to lie right in the way has moved up stream a long distance out of the channel […] and the Cairo point added to its long tongue of territory correspondingly. The Mississippi is a just and equitable river; it never tumbles one man's farm overboard without building a new farm just like it for that man's neighbor. This keeps down hard feelings. ».
15. ↑  « My darling, my pride, my glory, my all ».
16. ↑  « a sign and symbol and warrant that whatever is found in its company may be gambled on as being the petrified truth ».
17. ↑  « trifling investment of fact [and] wholesale returns. »
18. ↑  « I am quite sure that I have no race prejudices, and I think I have no colour prejudices nor creed prejudices, indeed I know it. I can stand any society. All that I care to know is that a man is a human being - that is enough for me. ».
19. ↑  « The average landsman, if he wanted the gangplank moved a little forward, might say, "James, or William, one of you push that plank forward, please." The mate of a steamboat, on the other hand, would roar, "Here, now, start that gang-plank for'ard! Lively, now! What're you about! Snatch it! snatch it! There! there! Aft again! aft again! Don't you hear me? Dash it to dash! are you going to sleep over it! [.…] WHERE're you going with that barrel! for'ard with it 'fore I make you swallow it, you dash-dash-dash-dashed split between a tired mud-turtle and a crippled hearse-horse!" »
20. ↑  « I wish I could talk like that. »
21. ↑  « In certain trying circumstances, urgent circumstances, desperate circumstances, profanity furnishes a relief denied even to prayer ».
22. ↑  « Look here! What do you suppose I told you the names of those points for?” - I tremblingly considered a moment, and then the devil of temptation provoked me to say:— “Well—to—to—be entertaining, I thought.” ».
23. ↑  « This was a red rag to the bull. ».
24. ↑  « My boy, you must get a little memorandum-book, and every time I tell you a thing, put it down right away. There’s only one way to be a pilot, and that is to get this entire river by heart. You have to know it just like A-B-C. ».

### Citations originales des commentateurs
1. ↑  « there was a certain wild justice in his discovery of his authentic signature in the violent territory of Virginia City, Nevada, where the stabilty of statehood had yet to arrive ».
2. ↑  « It almost makes the water in our ice-pitcher muddy as I read it »
3. ↑  « It is rather a book in which the life of Samuel Clemens is both converted and enlarged into the myth of Mark Twain ».
4. ↑  « at play in the act of piloting - and surely, we might infer, […] in the act of writing ».
5. ↑  « a large historical value […] [with] trustworthy painings of manners, customs, social phases ».
6. ↑  « it is a mixture of autobiography and travel narrative and ending with the fact that it is overwhemingly what its title advertises ».
7. ↑  « the most desouthernized Southerner I ever knew […] No man more perfectly sensed and more entirely abhorred slavery ».
8. ↑  « rudely shocked when we consider the extent ».
9. ↑  « As a dwelling-place for civilized man it is by far the first upon the globe. ».